# Transição de Ming para Qing
A Transição de Ming para Qing ou a Conquista Manchu da China de 1618 a 1683 viu a transição entre duas grandes dinastias da história chinesa. Foi um conflito de décadas entre a emergente Dinastia Qing, a atual Dinastia Ming e várias facções menores (como a Dinastia Shun e a Dinastia Xi). Terminou com a consolidação do domínio Qing e a queda dos Ming e de várias outras facções.

## Visão geral
A transição de Ming para Qing foi um período de conflito de décadas entre:
1. A Dinastia Qing, estabelecida pelo clã manchu Aisin Gioro no nordeste contemporâneo da China;
2. A Dinastia Ming, a dinastia em exercício liderada pelo clã Zhu;
3. Várias outras potências rebeldes na China, como a Dinastia Xi, de curta duração, liderada por Zhang Xianzhong, e a Dinastia Shun, de curta duração, liderada por Li Zicheng.

Antes da dinastia Qing, em 1618, o cã da Dinastia Jin Posterior, Nurhachi, encomendou um documento intitulado As Sete Queixas, que enumerava as queixas contra os Ming. Nurhachi, líder dos Jurchéns de Jianzhou, era originalmente um vassalo Ming que oficialmente se considerava um representante local do poder imperial Ming, :29 mas ele rompeu seu relacionamento com os Ming com o estabelecimento da dinastia Jin Posterior em 1616, após unificar as tribos Jurchén. Muitas das queixas que ele apresentou tratavam de conflitos contra o clã Yehe dos Jurchéns, apoiado pelos Ming. A exigência de Nurhachi de que os Ming lhe prestassem homenagem para reparar as Sete Queixas foi efetivamente uma declaração de guerra, já que os Ming não estavam dispostos a pagar dinheiro a um ex-vassalo. Pouco depois, Nurhachi rebelou-se contra o domínio Ming em Liaoning.
Ao mesmo tempo, a dinastia Ming lutava pela sua sobrevivência contra a turbulência fiscal e as rebeliões camponesas. As autoridades chinesas han instaram o sucessor de Nurhachi, Huang-Taiji, a se coroar imperador, o que ele fez em 1636, declarando a nova dinastia Qing. Em 24 de abril de 1644, Pequim caiu diante de um exército rebelde liderado por Li Zicheng, um ex-oficial menor da dinastia Ming que se tornou o líder da revolta camponesa e depois proclamou a dinastia Shun. O último imperador Ming, o Imperador Chongzhen, enforcou-se na árvore Zuihuai no jardim imperial fora da Cidade Proibida. Quando Li Zicheng agiu contra ele, o general Ming Wu Sangui mudou sua lealdade para Qing. Li Zicheng foi derrotado na Batalha da Passagem de Shanhai pelas forças conjuntas de Wu Sangui e do príncipe manchu Dorgon. Em 6 de junho, as forças principalmente chinesas Han de Dorgon e Wu entraram na capital.
A queda da dinastia Ming foi causada em grande parte por uma combinação de fatores. Os estudiosos argumentaram que a queda da dinastia Ming pode ter sido parcialmente causada pelas secas e fomes causadas pela Pequena Idade do Gelo.  O historiador Kenneth Swope argumenta que um fator chave foi a deterioração das relações entre a realeza Ming e a liderança militar do Império Ming.  Outros factores incluem repetidas expedições militares ao Norte, pressões inflacionistas causadas por gastos excessivos do tesouro imperial, desastres naturais e epidemias de doenças. Contribuindo ainda mais para o caos estava uma rebelião camponesa em todo o país em 1644 e uma série de imperadores fracos. O poder Ming resistiria durante anos no que hoje é o sul da China, embora eventualmente fosse ultrapassado pelas forças Qing.  Outros autores relacionaram a queda dos Ming com a crise geral que afetou o Império Espanhol sob Filipe IV, a Guerra Civil Inglesa e outras políticas.
No entanto, a vitória estava longe de ser completa, pois foram necessários quase mais 40 anos antes que toda a China estivesse firmemente unida sob o domínio Qing. Em 1661, o Imperador Kangxi ascendeu ao trono, e em 1662 os seus regentes lançaram a Grande Liberação para derrotar a resistência dos leais aos Ming no Sul da China. Ele então lutou contra várias rebeliões, como a Revolta dos Três Feudatórios liderada por Wu Sangui no sul da China, começando em 1673, e depois respondeu lançando uma série de campanhas que expandiram seu império. Em 1662, Zheng Chenggong (Koxinga) expulsou e derrotou os holandeses e fundou o Reino de Tungning em Taiwan, um estado leal aos Ming com o objetivo de reunificar a China. No entanto, Tungning foi derrotado em 1683 na Batalha de Penghu pelo almirante chinês Han Shi Lang, um ex-almirante de Koxinga.
A vitória Qing foi esmagadoramente o resultado da deserção do estabelecimento militar Liaodong da dinastia Ming e de outros desertores, com os militares Manchu desempenhando um papel muito menor (veja abaixo exemplos específicos).            

### Jurchéns e o final da dinastia Ming

Ásia Central em 1636. A dinastia Ming governou anteriormente o Clã Aisin Gioro e os Jurchéns. As dinastias Manchus e Qing começaram no nordeste da China e se espalharam pelo resto da China.

Os Manchus são às vezes descritos como um povo nômade,  quando na verdade não eram nômades,   mas um povo agrícola sedentário que vivia em aldeias fixas, cultivava, praticava caça e tiro com arco montado. Sua principal formação militar era a infantaria empunhando arcos e flechas, espadas e lanças, enquanto a cavalaria era mantida na retaguarda. 
Os Manchus viviam em cidades com muralhas cercadas por aldeias e adotavam a agricultura de estilo chinês Han muito antes da conquista Qing dos Ming,  e havia uma tradição estabelecida de mistura Han Chinês-Manchu antes de 1644. Os soldados chineses Han na fronteira de Liaodong frequentemente se misturavam com membros de tribos não-Han e estavam amplamente aculturados com seus costumes.  Os Jurchen Manchus aceitaram e assimilaram os soldados Han que passaram para eles,  e os soldados chineses Han de Liaodong frequentemente adotavam e usavam nomes Manchu. Na verdade, o secretário de Nurhachi, Dahai, pode ter sido um desses indivíduos. 

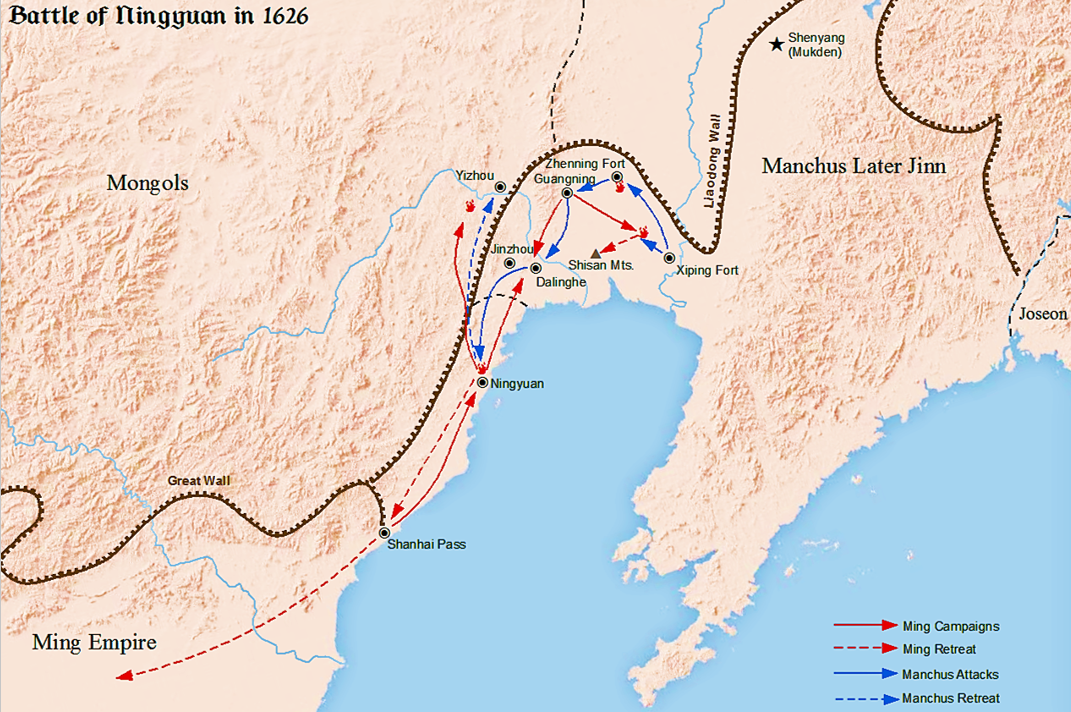
Batalha de Ningyuan entre Ming e Manchus

No final da dinastia Ming, as unidades do exército Ming tinham sido dominadas por oficiais que passariam longos períodos de 10 ou 12 anos no comando em vez da prática habitual de rotação constante, e o Comando Militar Central tinha perdido muito do seu controlo sobre os exércitos regionais. Zongdu Junwu, ou Comandantes Supremos, foram nomeados em todo o império para supervisionar os assuntos fiscais e militares na área de sua jurisdição. Nas áreas de fronteira, estes tornaram-se cada vez mais autônomos, especialmente em Liaodong, onde o serviço militar e o comando tornaram-se hereditários e laços pessoais de lealdade semelhantes à vassalagem cresceram entre oficiais, seus subordinados e tropas. Esta casta militar gravitou em torno dos chefes tribais Jurchén, e não dos burocratas da capital. 

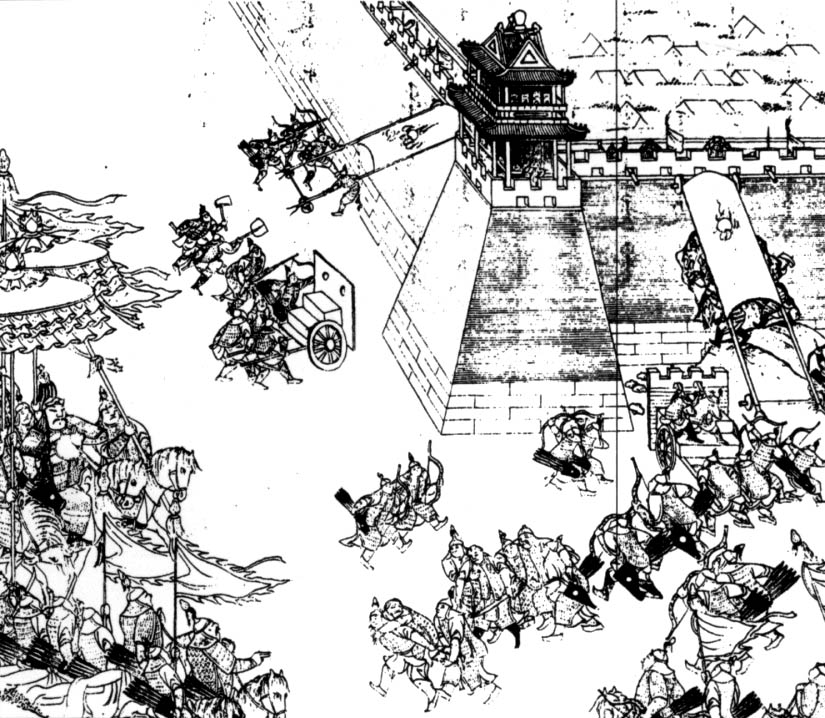
Batalha de Ningyuan, onde Nurhachi foi ferido na derrota

A Rebelião She-An entre o povo Yi eclodiu em Sichuan em 1621 contra os Ming, exigindo supressão, que foi concluída em 1629. No início da década de 1640, rebeliões em massa lideradas por muitos líderes rebeldes eclodiram na província de Shaanxi, no noroeste da China, e se espalharam por toda a China na década de 1640. As principais batalhas incluíram o saque de Fengyang por Li Zicheng e Zhang Xianzhong e uma batalha em Kaifeng que levou à enchente deliberadamente planejada do Rio Amarelo em 1642 pelo governador Ming em uma tentativa de impedir Li Zicheng.

## Conquistas iniciais dos Jurchéns

### Conquista de Liaodong e outras tribos Jurchén (1601-1626)
O chefe dos Jurchéns de Jianzhou, Nurhachi, é identificado retrospectivamente como o fundador da dinastia Qing. Em 1589, a dinastia Ming nomeou Nurhachi como chefe supremo da região de Yalu, acreditando que sua tribo era fraca demais para ganhar hegemonia sobre os maiores Yehe e Hada. Quando as outras tribos o atacaram para verificar o seu poder em 1591, ele conseguiu derrotá-las e apreendeu muitos dos seus cavalos de guerra. 
Durante grande parte de sua infância, Nurhachi considerou-se um guardião da fronteira Ming e um representante local do poder imperial Ming. :29 Seguindo o conselho de um Erdeni, provavelmente um transfronteiriço chinês, ele proclamou a dinastia Jin Posterior em 1616, em homenagem à dinastia Jin liderada pelos Jurchéns que governou o norte da China vários séculos antes,  e declarou-se Cã. Seus esforços para unificar as tribos Jurchen deram aos Jurchen a força para se afirmarem apoiados por um exército composto por desertores majoritariamente chineses Han, bem como armas de fogo produzidas pelos Ming. Em 1618, Nurhaci renunciou abertamente à soberania Ming e proclamou suas Sete Queixas contra os Ming e partiu de sua capital, Hetu Ala, com 20.000 homens. O exército atacou e capturou Fushun, localizada às margens do rio Hun, cerca de 10 quilômetros a leste de Shenyang. 
As tribos Hulun, uma poderosa confederação de tribos Jurchéns, começaram a reconhecer a autoridade de Nurhachi no início do século XVII. Em alguns casos, como com Bujantai dos Ula, os chefes tentariam reafirmar a sua independência e a guerra iria estourar, mas os Jurchéns de Jianzhou acabariam por derrotar e assimilar todas as tribos (Hada 1601, Hoifa 1607, Ula 1613, Yehe 1619).   Os poderosos Jurchéns de Yehe sob Gintaisi uniram-se às forças da dinastia Ming para combater a ascensão de Nurhaci, mas Gintaisi foi derrotado e morreu em 1619.  Os povos Warka, caçadores de peles, perto da costa do Pacífico, foram subjugados como tribos tributárias de 1599 a 1641.   
No verão de 1621, as cidades-fortalezas dos Ming em Liaodong, Fushun, Shenyang e Liaoyang, foram todas entregues à Jin Posterior por traidores e desertores. O comandante de Fushun rendeu-se após um único ataque quando foi prometido que suas tropas e suas famílias não seriam escravizadas ou forçadas a mudar qualquer um de seus costumes (incluindo penteado), mas sim receberiam altos cargos. Shenyang caiu com a ajuda dos soldados mongóis Ming na cidade; Liaoyang caiu depois que traidores soltaram cordas para os Jurchens escalarem o muro durante a noite.  O general Ming Li Yongfang, que rendeu a cidade de Fushun, onde hoje é a província de Liaoning, no nordeste da China, fez isso depois que Nurhaci lhe deu uma princesa Aisin Gioro em casamento e um título de nobreza.  A princesa era uma das netas de Nurhaci. Em abril de 1625, Nurhaci designou Shenyang como a nova capital, que manteria esse status até a conquista Qing de Pequim em 1644.  Em 1625, os Jurchens capturaram a cidade portuária de Lüshun, controlando assim toda a península de Liaodong.
Quando os Jurchéns foram reorganizados por Nurhachi nos Oito Estandartes, muitos clãs Manchus foram criados artificialmente a partir de grupos de pessoas não relacionadas que fundariam um novo clã Manchu (mukun) usando um termo de origem geográfica como um topônimo para seu hala (nome do clã).  As irregularidades sobre a origem dos clãs Jurchén e Manchu levaram os Qing a tentar documentar e sistematizar a criação de histórias para os clãs Manchu, incluindo a fabricação de uma lenda inteira em torno da origem do clã Aisin Gioro, tomando a mitologia do nordeste. 
Nurhachi leu os romances chineses Romance dos Três Reinos e Margem da Água, aprendendo com eles tudo o que sabia sobre as estratégias militares e políticas chinesas.   
Em fevereiro de 1626, os Jurchéns sitiaram Ningyuan, mas sofreram uma derrota na qual Nurhachi foi mortalmente ferido.

### Primeira Campanha de Joseon
A dinastia Jin Posterior havia perdido na Batalha de Ningyuan no ano anterior e seu cã Nurhachi morreu depois dos ferimentos. As negociações de paz com os Ming após a batalha atrasaram uma resposta agressiva dos Ming à perda dos Jurchén, e o general Ming Yuan Chonghuan estava ocupado fortificando as guarnições da fronteira e treinando novos mosqueteiros. O novo cã Huang-Taiji estava ansioso por uma vitória rápida para consolidar sua posição como cã. Ao invadir Joseon, ele também esperava extrair recursos tão necessários para seu exército e súditos, que haviam sofrido na guerra contra os Ming. 
Em 1627, Huang-Taiji despachou os príncipes Amin, Jirgalang, Ajige e Yoto para Joseon com 30 mil soldados, sob a orientação de Gang Hong-rip e Li Yongfang. Os Jurchéns encontraram forte resistência nas cidades fronteiriças, mas as guarnições fronteiriças de Joseon foram rapidamente derrotadas. O exército Jurchen avançou para Uiju, onde o general Ming Mao Wenlong estava estacionado, e Mao rapidamente fugiu com seus homens para o mar de Bohai. Em seguida, os Jurchens atacaram Anju. Quando ficou claro que a derrota era inevitável, as guarnições de Anju cometeram suicídio explodindo seu depósito de pólvora. Pyongyang caiu sem lutar e o exército Jin atravessou o rio Taedong. 
Por esta altura, as notícias da invasão chegaram à corte Ming, que imediatamente despachou um contingente de socorro para Joseon, retardando o avanço dos Jurchen em Hwangju. O Rei Injo então despachou um enviado para negociar um tratado de paz, mas quando o mensageiro retornou, Injo já havia fugido de Hanseong para a Ilha Ganghwa em pânico. 

### Campanha da Mongólia (1625-1635)
Os mongóis Khorchin aliaram-se a Nurhachi e aos Jurchéns em 1626, submetendo-se ao seu governo para proteção contra os mongóis Calcas e os mongóis Chahar. Sete nobres Khorchin morreram nas mãos de Calcas e Chahars em 1625. Isto deu início à aliança Khorchin com os Qing. 
Os mongóis Chahar foram combatidos por Dorgon em 1628 e 1635.  Uma expedição contra os mongóis Chahar em 1632 foi ordenada para estabelecer um entreposto comercial em Zhangjiakou. Os Qing derrotaram os exércitos do cã mongol Ligdan, que era aliado dos Ming, pondo fim ao seu domínio sobre o Yuan do Norte. A derrota de Ligdan Khan em 1634, além de conquistar a lealdade das hordas da Mongólia do Sul, trouxe um vasto suprimento de cavalos para os Qing, ao mesmo tempo que negou o mesmo fornecimento aos Ming. Os Qing também capturaram o Grande Selo dos Khans Mongóis, dando-lhes a oportunidade de se retratarem também como herdeiros da dinastia Yuan. 

## Huang-Taiji e formação da dinastia Qing

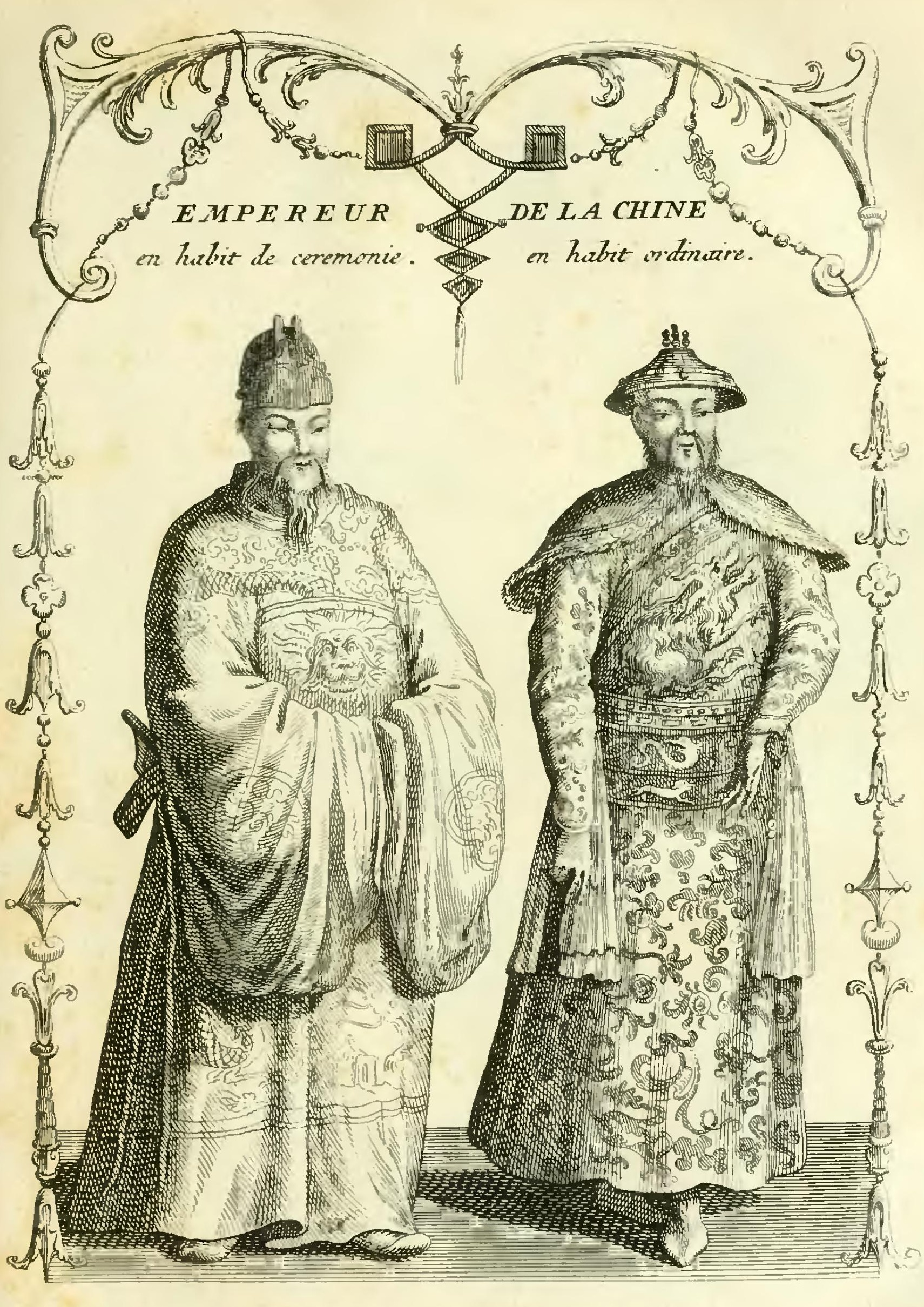
Ilustração missionária jesuíta do Imperador Qing em uniforme cerimonial e ordinário.

Huang-Taiji foi o oitavo filho de Nurhachi, a quem sucedeu como segundo governante da dinastia Jin Posterior em 1626. Ele organizou exames imperiais para recrutar funcionários acadêmicos dos chineses Han e adotou formas jurídicas chinesas. Ele formou colônias militares chinesas han autônomas governadas por oficiais chineses han, onde os manchus foram proibidos de invadir. Hong Taiji restringiu o poder dos príncipes Manchu confiando nas autoridades chinesas Han. Ele deu as boas-vindas pessoalmente aos comandantes Ming rendidos, comendo lado a lado com eles para construir um relacionamento que era impossível com os imperadores Ming. Os Manchus, liderados pelo Príncipe Amin, expressaram o seu descontentamento com a situação massacrando a população de Qian'an e Yongping. Hong Taiji respondeu prendendo e encarcerando Amin, que mais tarde morreu na prisão. Ele então implementou, a pedido de seus conselheiros chineses han, a educação confucionista no estilo chinês e os ministérios governamentais no estilo Ming.  Quando Zhang Chun, um comandante Ming, foi capturado, mas se recusou a desertar, Hong Taiji serviu-lhe pessoalmente comida para mostrar sua sinceridade (Zhang ainda recusou, mas foi mantido em um templo até sua morte).  Com a rendição de Dalinghe em 1631, os oficiais mais capazes do exército Ming tornaram-se seguidores fiéis da nova dinastia que assumiriam a preparação e o planejamento de grande parte da guerra. A partir deste episódio, a transição deixou de ser um conflito internacional entre chineses e manchus, mas sim uma guerra civil entre Mukden e Pequim. 
Enquanto isso, na dinastia Ming, o motim Wuqiao eclodiu em 1631, liderado por Kong Youde e Geng Zhongming. Soldados mal abastecidos e mal pagos se amotinaram contra a dinastia Ming. Posteriormente, eles navegaram pelo Golfo de Bohai e desertaram em massa para os Jurchéns. Durante o motim, expurgaram milhares de chineses do sul, suspeitando que fossem leais aos Ming. 
Huang-Taiji estava relutante em se tornar imperador da China. No entanto, as autoridades chinesas Han Ning Wanwo (寧完我), Fan Wencheng, Ma Guozhu (馬國柱), Zu Kefa (祖可法), Shen Peirui (沈佩瑞) e Zhang Wenheng (張文衡) instou-o a se declarar imperador da China. Em 14 de maio de 1636, ele aceitou este conselho, mudando o nome do seu regime de Jin para Qing, e entronizando-se como Imperador da China numa elaborada cerimónia confucionista. 
A renomeação dos Jurchéns para Manchus por Huang-Taiji pretendia esconder o fato de que os Jurchéns de Jianzhou eram vassalos dos chineses Han .     A dinastia Qing escondeu cuidadosamente as duas edições originais dos livros de Qing Taizu Wu Huangdi Shilu e Manzhou Shilu Tu (Taizu Shilu Tu) no palácio Qing, proibindo-os de serem vistos pelo público, porque mostravam que a família Manchu Aisin Gioro tinha foi governado pela dinastia Ming.    No período Ming, os coreanos de Joseon referiam-se às terras habitadas por Jurchen ao norte da península coreana, acima dos rios Yalu e Tumen, como parte da China Ming, como o "país superior" (sangguk), nome que usaram. para se referir a Ming China.  Os Qing excluíram deliberadamente referências e informações da História Ming que mostravam os Jurchéns (Manchus) como subservientes à dinastia Ming, para esconder sua antiga relação subserviente com os Ming. Os Verdadeiros Registros de Ming não foram usados para fornecer a História de Ming por causa disso.  Recusar-se a mencionar no Mingshi que os fundadores Qing eram súditos da China Ming pretendia evitar a acusação de rebelião. 

### Casamentos Han-Manchu
Os generais chineses Han que desertaram para os Manchus muitas vezes recebiam em casamento mulheres da família imperial Aisin Gioro. As princesas Manchu Aisin-Gioro também foram casadas com filhos de oficiais chineses Han.  O líder Manchu Nurhachi casou uma de suas netas (filha de Abatai) com o general Ming Li Yongfang depois que ele rendeu Fushun em Liaoning aos Manchus em 1618. Os descendentes de Li Yongfang receberam o título de "Barão de Terceira Classe" (三等子爵).  Li Yongfang era o tataravô de Li Shiyao.  A quarta filha de Kangxi foi casada com Sun Cheng'en, filho do chinês Han Sun Sike.  Outras mulheres Aisin-Gioro casaram-se com os filhos dos generais chineses han Geng Jimao, Shang Kexi e Wu Sangui.  Enquanto isso, os soldados comuns que desertaram muitas vezes recebiam mulheres manchus não-reais como esposas, e um casamento em massa de oficiais e oficiais chineses han com mulheres manchus totalizando 1.000 casais foi arranjado pelo príncipe Yoto e Cã Huang-Taiji em 1632 para promover a harmonia entre os dois grupos étnicos.  
Esta política, que começou antes da invasão de 1644, continuou depois dela. Um decreto de 1648 de Shunzhi permitiu que homens civis chineses han se casassem com mulheres manchus das Bandeiras com a permissão do Conselho da Receita, se fossem filhas registradas de funcionários ou plebeus, ou com a permissão do capitão de sua companhia de bandeira, se fossem plebeus não registrados, e isso foi só mais tarde na dinastia que essas políticas que permitiam o casamento misto foram eliminadas.   O decreto foi formulado pelo Príncipe Dorgon.  No início da dinastia Qing, o governo Qing apoiou o casamento de desertores chineses Han com meninas Manchu.  Os soldados-estandarte chineses Han casaram-se com Manchus e não havia lei contra isso. 
A classificação "Dolo efu" foi concedida aos maridos das princesas Qing. Geng Zhongming, um vassalo chinês Han, recebeu o título de Príncipe Jingnan, e seu filho Geng Jingmao conseguiu que seus dois filhos Geng Jingzhong e Geng Zhaozhong se tornassem atendentes da corte do Imperador Shunzhi e se casassem com mulheres Aisin-Gioro, com o Príncipe Abatai, a neta de Haoge se casando com Geng Zhaozhong e a filha de Haoge (filho de Huang-Taiji) se casando com Geng Jingzhong.  Uma filha do príncipe Manchu Aisin-Gioro Yolo foi casada com Geng Juzhong, que era outro filho de Geng Jingmao.  As mulheres Aisin-Gioro também foram oferecidas aos mongóis que desertaram para os manchus.  O príncipe regente manchu Dorgon deu uma mulher manchu como esposa ao oficial chinês Han Feng Quan,  que desertou dos Ming para os Qing. Feng Quan adotou voluntariamente o penteado em rabicho manchu antes de ser aplicado à população chinesa han e também aprendeu a língua manchu. 

### Construindo um exército misto

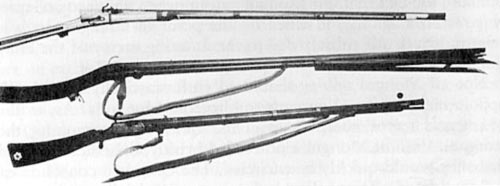
Armas de fogo Ming

Quando Li Yongfang se rendeu, ele recebeu um status muito mais elevado do que sob os Ming, e até mesmo foi autorizado a manter suas tropas como retentores. Kong Youde, Shang Kexi e Geng Zhongming também foram autorizados a manter seus exércitos pessoais.  O senhor da guerra Shen Zhixiang, que havia assumido ilegalmente o comando das tropas de seu falecido tio Shen Shikui como seu exército particular, não conseguiu obter o reconhecimento da corte Ming. Ele então liderou suas forças para mudar de lealdade aos Qing, e eles se tornaram ativos críticos para os Qing. 
Havia muito poucos manchus étnicos para governar a China, mas eles absorveram os mongóis derrotados e, mais importante, acrescentaram chineses han aos Oito Estandartes.  Os Manchus tiveram que criar um "Jiu Han jun" inteiro (Antigo Exército Han) devido ao grande número de soldados chineses Han absorvidos pelas Oito Bandeiras tanto por captura quanto por deserção. Os Qing mostraram que os Manchus valorizavam as habilidades militares na propaganda dirigida aos militares Ming para fazê-los desertar para os Qing, uma vez que o sistema político civil Ming discriminava os militares.  De 1618 a 1631, os Manchus receberam desertores chineses Han e seus descendentes tornaram-se Bannermen Han e os mortos em batalha foram comemorados como mártires em biografias. 
Huang-Taiji reconheceu que os desertores Ming eram necessários para derrotar os Ming, explicando a outros Manchus por que ele precisava tratar o desertor geral Ming, Hong Chengchou, com leniência.  Hong Taiji entendeu que os Ming não seriam derrotados facilmente a menos que as tropas chinesas Han empunhando mosquetes e canhões fossem incluídas no exército.  Na verdade, entre os Estandartes, armas de pólvora, como mosquetes e artilharia, foram usadas especificamente pelos Estandartes da China Han.  Os Manchus estabeleceram um corpo de artilharia formado por soldados chineses Han em 1641.  O uso de artilharia por Han Bannermen pode ter levado a que fossem conhecidos como soldados "pesados" (ujen cooha).  O "canhão de casaco vermelho" fazia parte do exército Han (chinês Liaodong Han) servindo aos Qing. 
Os oficiais Ming que desertaram para Qing foram autorizados a manter sua patente militar anterior.  Os Qing receberam a deserção de Shen Zhixiang em 1638.  Entre os outros oficiais chineses han que desertaram para os Qing estavam Ma Guangyuan, Wu Rujie, Zu Dashou, Quan Jie, Geng Zhongming, Zu Zehong, Zu Zepu, Zu Zerun, Deng Changchun, Wang Shixian, Hong Chengchou, Shang Kexi, Liu Wuyuan., Zu Kefa, Zhang Cunren, Meng Qiaofang, Kong Youde, Sun Dingliao .  Fileiras aristocráticas e militares, prata, cavalos e posições oficiais foram dadas a desertores chineses han como Zhang Cunren, Sun Dingliao, Liu Wu, Liu Liangchen, Zu Zehong, Zu Zepu, Zu Kufa e Zu Zerun . Os desertores chineses Han foram os principais responsáveis pela estratégia militar depois de 1631. 
Tantos Han desertaram para os Qing e aumentaram as fileiras dos Oito Estandartes que a etnia Manchus se tornou uma minoria dentro dos Estandartes, representando apenas 16% em 1648, com os vassalos chineses Han dominando com 75% e os vassalos mongóis constituindo o resto.    Foi esta força multiétnica em que os Manchus eram apenas uma minoria, que unificou a China para os Qing.  A aquisição Qing foi feita pelos multiétnicos Estandartes Chineses Han, Estandartes Mongóis e Estandartes Manchu que constituíam o exército Qing.  Em 1644, a China Ming foi invadida por um exército que tinha apenas uma fração de Manchus, sendo multiétnico, com Bandeiras Chinesas Han, Bandeiras Mongóis e Bandeiras Manchus. A barreira política era entre os plebeus formados por chineses han não vassalos e a "elite da conquista", composta por vassalos, nobres e mongóis e manchus chineses han. A etnia não foi o fator determinante.  Os vassalos chineses Han (Nikan) usavam bandeiras pretas e Nurhaci era guardado por soldados chineses Han.  Outras bandeiras tornaram-se uma minoria em comparação com os destacamentos da Bandeira Negra da China Han (Nikan) durante o reinado de Nurhaci. 

## Preparação para a Grande Muralha

### Segunda Campanha de Joseon (1636-1637)
A Dinastia Jin Posterior forçou Joseon a abrir mercados perto das fronteiras porque seus conflitos com Ming trouxeram dificuldades econômicas e fome aos súditos de Jin. Joseon também foi forçado a transferir a suserania da tribo Warka para Jin. Além disso, um tributo de 100 cavalos, 100 peles de tigre e leopardo, 400 peças de algodão e 15.000 peças de tecido deveria ser extraído e presenteado ao Jin Khan. O irmão do Rei Injo foi enviado para entregar este tributo. No entanto, em cartas posteriores ao rei Joseon, Hong Taiji reclamaria que os coreanos não se comportaram como se tivessem perdido e não cumpriam os termos do acordo. Os mercadores e mercados de Joseon continuaram a negociar com os Ming e ajudaram ativamente os súditos Ming, fornecendo-lhes grãos e rações. Hong Taiji os repreendeu, dizendo que a comida de Joseon só deveria ser dada aos súditos de Joseon. 
Antes da invasão, Hong Taiji enviou os príncipes Abatai, Jirgalang e Ajige para proteger as abordagens costeiras da Coreia, para que Ming não pudesse enviar reforços. Em 9 de dezembro de 1636, Hong Taiji liderou bandeiras chinesas Manchu, Mongol e Han contra Joseon. O apoio chinês foi particularmente evidente na artilharia do exército e nos contingentes navais. O amotinado desertor Ming Kong Youde, enobrecido como Príncipe Gongshun dos Qing, juntou-se aos ataques a Ganghwa e Ka ("Pidao"). Os desertores Geng Zhongming e Shang Kexi também desempenharam papéis proeminentes na invasão coreana. 
Após a Segunda invasão Manchu da Coreia, a Dinastia Joseon foi forçada a dar várias de suas princesas reais como concubinas ao regente Qing Manchu, Príncipe Dorgon.       Em 1650 Dorgon casou-se com a princesa coreana Uisun.  O nome da princesa em coreano era Uisun e ela era filha do príncipe Yi Kaeyoon (Kumrimgoon).  Dorgon casou-se com duas princesas coreanas em Lianshan. 

### Campanhas contra as tribos Amur
Os Qing derrotaram a federação Evenki-Daur liderada pelo chefe Evenki Bombogor e decapitaram Bombogor em 1640, com os exércitos Qing massacrando e deportando Evenkis e absorvendo os sobreviventes nos Estandartes.  Os Nanais lutaram inicialmente contra Nurhaci e os Manchus, liderados por seu próprio chefe Nanai Hurka, Sosoku, antes de se renderem a Hong Taiji em 1631. O barbear obrigatório da frente de todas as cabeças masculinas foi imposto aos povos Amur conquistados pelos Qing como os Nanais. Os povos Amur já usavam a cauda na nuca, mas não rasparam a frente até que os Qing os submeteram e ordenaram que se barbeassem.  Os Qing casaram princesas Manchu com chefes Amur que se submeteram ao seu governo.  Os povos Daurs e tungúsicos da região de Amur (Evenkis, Nanais) e outras etnias desta região foram absorvidos pelo sistema Qing dos Oito Estandartes.

### Campanha Liaoxi (1638-1642)
Em 1638, os exércitos Qing invadiram profundamente o interior da China até Jinan, na província de Shandong, e imediatamente recuaram através da Grande Muralha. O imperador Ming insistiu em concentrar todos os esforços na luta contra os exércitos rebeldes, comparando os Qing a uma mera "erupção cutânea", enquanto os rebeldes eram uma "doença visceral".  Em 1641, Jinzhou foi sitiada por uma força de mais de 30 canhões da artilharia de bandeira chinesa Han sob o comando do príncipe manchu Jirgalang, com apoio da artilharia coreana sob o comando de Yu Im . Os coreanos, porém, foram incapacitados por surtos de doenças.  A cidade-fortaleza de Songshan caiu em seguida após uma grande batalha, devido à deserção e traição do comandante Ming Xia Chengde.  O imperador respondeu ordenando ao comandante da guarnição de Ningyuan, Wu Sangui, que atacasse, mas foi rapidamente repelido. O príncipe manchu Abatai liderou então outro ataque ao interior da China, alcançando a província de Jiangsu, no norte, e saqueando 12.000 taéis de ouro e 2.200.000 taéis de prata. O Grande Secretário Ming, Zhou Yanru, recusou-se a entrar na batalha, enquanto fabricava relatórios de vitória e extorquia subornos para encobrir derrotas. O príncipe-regente Dorgon disse mais tarde a seus oficiais como "foi realmente muito cômico" a leitura de relatórios militares Ming capturados, porque a maioria eram histórias inventadas de vitória. Enquanto isso, os “bandidos” rebeldes continuavam avançando.  Após a queda de Songshan, em meio à insistência de seu irmão e filhos (anteriormente também generais Ming) para se juntarem a eles na desertação para os Qing, o comandante de Jinzhou, Zu Dashou, também desertou em 8 de abril de 1642, entregando-lhes a cidade.  Com a queda de Songshan e Jinzhou, o sistema de defesa Ming em Liaoxi entrou em colapso, deixando as forças de Wu Sangui perto da passagem de Shanhai como a última barreira no caminho dos exércitos Qing para Pequim.

## Pequim e o norte (1644)
Nos seus últimos anos, os Ming enfrentaram uma série de fomes e inundações, bem como caos económico e rebeliões. Li Zicheng rebelou-se na década de 1630 em Shaanxi, no norte, enquanto um motim liderado por Zhang Xianzhong eclodiu em Sichuan na década de 1640. Os historiadores estimam que até um milhão de pessoas foram mortas no reinado de terror deste autoproclamado imperador. 
Assim como Dorgon, a quem os historiadores têm chamado de "o mentor da conquista Qing"  e "o principal arquiteto do grande empreendimento Manchu ",  e seus conselheiros estavam pensando em como atacar os Ming, as rebeliões camponesas devastando o norte da China aproximava-se perigosamente da capital Ming, Pequim. Em fevereiro de 1644, o líder rebelde Li Zicheng fundou a dinastia Shun em Xi'an e proclamou-se rei. Em março, seus exércitos haviam capturado a importante cidade de Taiyuan, em Shanxi. Vendo o progresso dos rebeldes, no dia 5 de abril, o imperador Ming Chongzhen solicitou a ajuda urgente de qualquer comandante militar do império.  Em 24 de abril, Li Zicheng violou os muros de Pequim e o imperador enforcou-se no dia seguinte numa colina atrás da Cidade Proibida.  Ele foi o último imperador Ming a reinar em Pequim.
Os Qing fizeram uma proposta às forças Shun de Li Zicheng em 6 de março de 1644 para que se aliassem e dividissem o norte da China entre os Shun e os Qing, enviando uma delegação para propor um ataque conjunto aos Ming para assumir o controle das Planícies Centrais. A dinastia Shun recebeu a carta. 
Quando Li Zicheng e seu exército chegaram a Pequim, ele fez uma oferta através do ex-eunuco Ming Du Xun ao imperador Chongzhen da dinastia Ming de que Li Zicheng lutaria contra a dinastia Qing e erradicaria todos os outros rebeldes em nome dos Ming, se o A dinastia Ming reconheceria o controle de Li Zicheng sobre seu feudo Shaanxi-Shanxi e pagaria a ele 1 milhão de taéis e confirmar a nobre posição de Príncipe de Li Zicheng. Li Zicheng não pretendia derrubar o Imperador Ming ou matá-lo. O Imperador Ming, no entanto, temeroso de que aceitar tal conveniência política arruinasse sua reputação, tentou fazer com que Wei Zaode, o Grande Secretário- Chefe, concordasse com a decisão e assumisse a responsabilidade pela decisão. Wei Zaode recusou-se a responder, então o Imperador Chongzhen rejeitou os termos de Li Zicheng. Li Zicheng marchou para a capital enquanto os oficiais Ming se rendiam e desertavam. Li Zicheng ainda não pretendia matar o Imperador Chongzhen e o Príncipe Herdeiro Ming, pretendendo reconhecê-los como nobres da nova dinastia Shun . Li Zicheng lamentou a morte do Imperador Chongzhen depois de descobrir que ele cometeu suicídio, dizendo que passou a compartilhar o poder e governar junto com ele. Li Zicheng desconfiava dos oficiais Ming que desertaram para o seu lado quando os Ming caíram, vendo-os como a razão da morte dos Ming.     Depois de declarar sua própria dinastia Shun em Pequim, Li Zicheng enviou uma oferta ao poderoso general Ming na Grande Muralha, Wu Sangui, para desertar para o seu lado em troca de uma alta posição e título de nobreza. Wu Sangui demorou dias antes de decidir aceitar o posto e desertar para Li Zicheng. Wu Sangui estava a caminho de capitular formalmente e desertar para Li Zicheng, mas a essa altura Li Zicheng pensou que o silêncio de Wu Sangui significava que ele havia rejeitado a oferta e ordenou que o pai de Wu Sangui fosse decapitado. Isso fez com que Wu Sangui desertasse para Qing. 

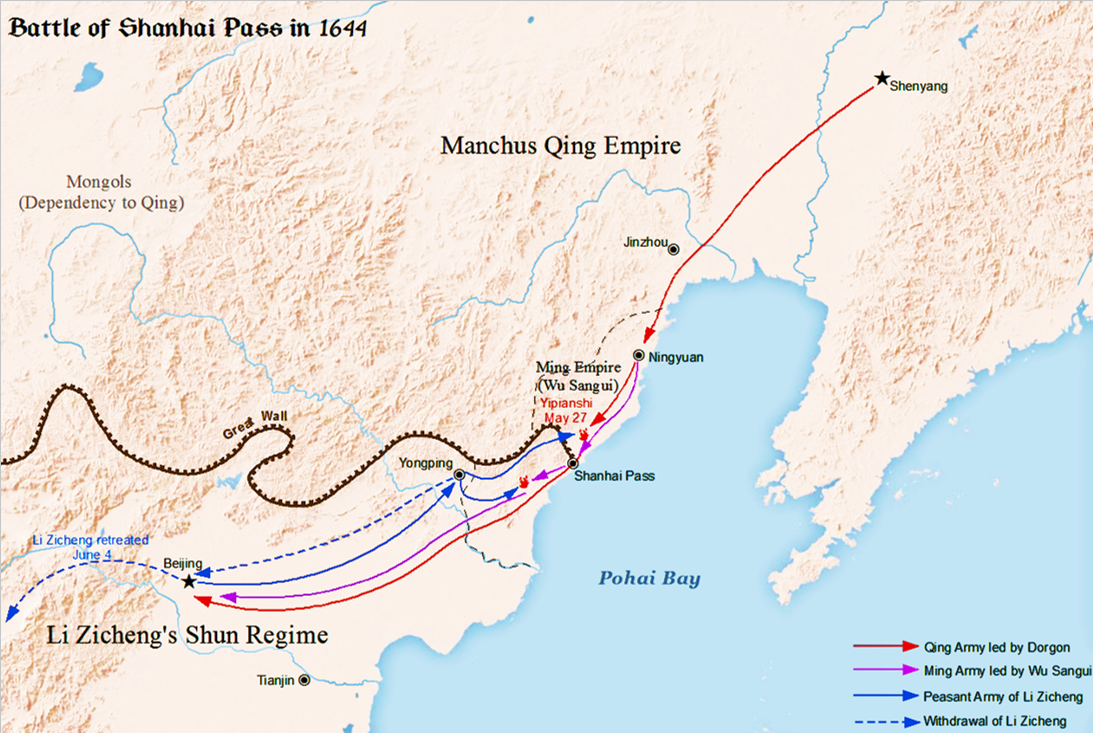
A batalha na Passagem de Shanhai que permitiu que Manchus entrasse naChina propriamente dita

Logo depois que o imperador pediu ajuda, o general Ming Wu Sangui deixou seu reduto de Ningyuan, ao norte da Grande Muralha, e começou a marchar em direção à capital. Em 26 de abril, seus exércitos passaram pelas fortificações da passagem de Shanhai (o extremo leste da Grande Muralha) e marchavam em direção a Pequim quando soube que a cidade havia caído,  ao que ele retornou à passagem de Shanhai. Li Zicheng enviou dois exércitos para atacar a passagem, mas as tropas endurecidas pela batalha de Wu os derrotaram facilmente em 5 e 10 de maio.  Então, em 18 de maio, Li Zicheng liderou pessoalmente 60.000 de suas tropas para fora de Pequim para atacar Wu.  Ao mesmo tempo, Wu Sangui escreveu a Dorgon para solicitar a ajuda dos Qing para expulsar os bandidos e restaurar a dinastia Ming.
Enquanto isso, a saída de Wu Sangui da fortaleza de Ningyuan deixou todo o território fora da Grande Muralha sob o controle Qing.  Dois dos mais proeminentes conselheiros chineses de Dorgon, Hong Chengchou  e Fan Wencheng, instaram o príncipe Manchu a aproveitar a oportunidade da queda de Pequim para se apresentarem como vingadores dos Ming caídos e reivindicarem o Mandato do Céu para os Qing.   Portanto, quando Dorgon recebeu a carta de Wu, ele já estava prestes a liderar uma expedição para atacar o norte da China e não tinha intenção de restaurar os Ming. Quando Dorgon pediu a Wu que trabalhasse para Qing, Wu não teve escolha a não ser aceitar. 
Depois que Wu se rendeu formalmente aos Qing na manhã de 27 de maio, suas tropas de elite atacaram repetidamente o exército rebelde, mas não conseguiram romper as linhas inimigas.  Dorgon esperou até que ambos os lados estivessem enfraquecidos antes de ordenar que sua cavalaria galopasse ao redor da ala direita de Wu para atacar o flanco esquerdo de Li.  As tropas de Li Zicheng foram rapidamente derrotadas e fugiram de volta para Pequim.  Após a derrota na Batalha da passagem de Shanhai, as tropas Shun saquearam Pequim durante vários dias até que Li Zicheng deixou a capital em 4 de junho com toda a riqueza que podia carregar, um dia depois de ter se proclamado desafiadoramente Imperador do Grande Shun.  

### Situação étnica
A conquista do Império [Ming], depois que os Manchus se estabeleceram com segurança em Pequim, teve que ser empreendida em grande parte com tropas chinesas [Han], "endurecidas" um pouco com um regimento Manchu aqui e ali [...]

 – E.H. Parker, The Financial Capacity of China; Journal of the North-China Branch of the Royal Asiatic Society

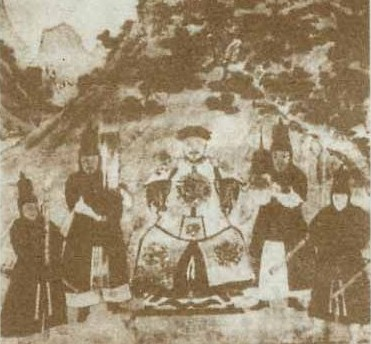
Wu Sangui foi um general da dinastia Ming, que mais tarde desertou para a dinastia Qing. Contudo, suas esperanças de restaurar o primeiro foram frustradas depois que ele se rebelou contra o Imperador Kangxi.

A transição fácil entre as dinastias Ming e Qing foi atribuída à recusa do Imperador Chongzhen em mover-se para sul quando a sua capital estava sob ameaça rebelde. Isso permitiu que a dinastia Qing capturasse um corpo inteiro de funcionários públicos qualificados para administrar o país, e também garantiu que os pretendentes Ming do Sul sofreriam lutas internas devido às suas fracas reivindicações ao trono. Uma grande elite emigrada de nortistas no sul também teria aumentado a probabilidade de uma política agressiva de reconquista para recuperar as suas terras natais no norte. 
Os exames imperiais começaram a ser organizados quase imediatamente após a captura de Pequim pelos Qing. O início do governo Qing foi dominado por estudiosos do Norte da China, e seguiu-se uma forte rivalidade entre facções entre os estudiosos do Norte e do Sul. Os funcionários da dinastia Ming nos departamentos de finanças, nomeações e militares juntaram-se em grande parte à nova dinastia e formaram o núcleo do serviço público Qing, mas não o pessoal de ritos, música e literatura (os Qing também podem não ter priorizado estes). Esses desertores foram responsáveis por facilitar a transição de governo sem grandes contratempos. Uma grande proporção de oficiais militares e civis no Conselho de Guerra recebeu promoções após desertar. As posições de topo estavam principalmente nas mãos dos vassalos chineses han de Liaodong. 

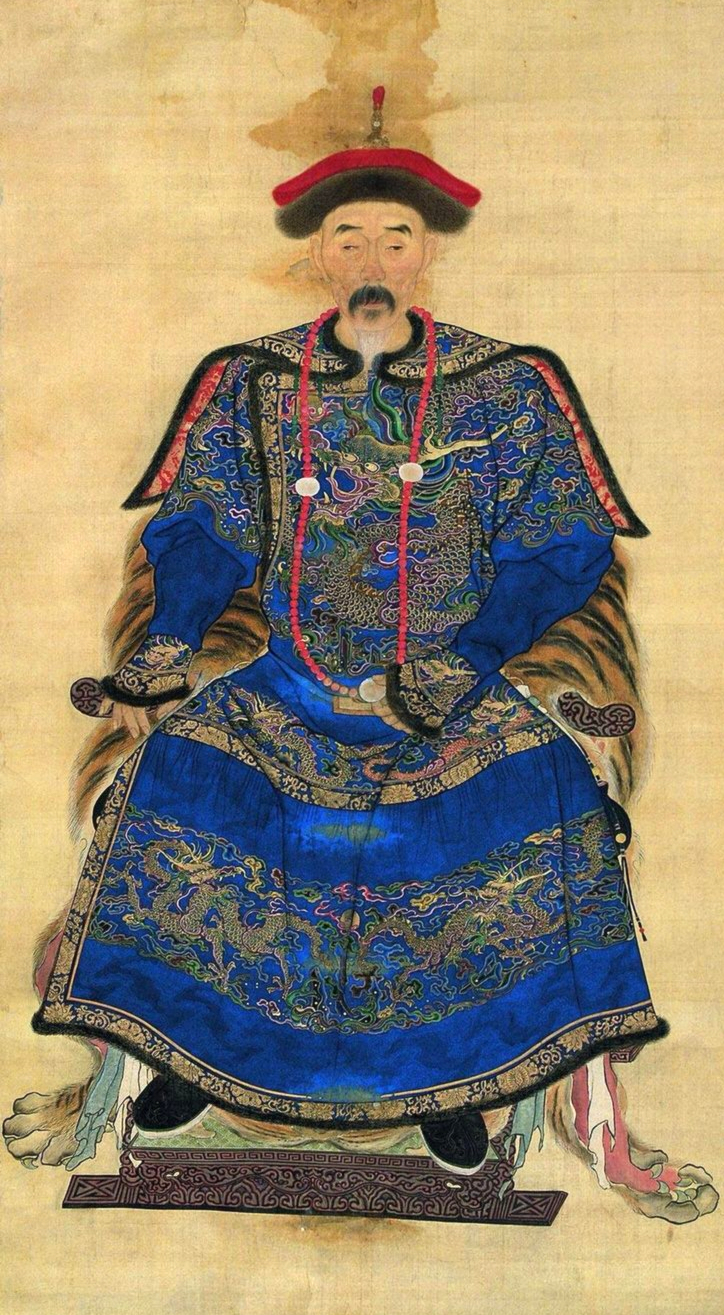
Um retrato de Hong Chengchou (1593-1665), um ex-oficial Ming que aconselhou Dorgon a aproveitar a morte violenta do imperador Ming Chongzhen para apresentar os Qing como os vingadores dos Ming e conquistar toda a China em vez de atacar por saque e escravos.

Quando Dorgon ordenou que os civis chineses han abandonassem o centro da cidade de Pequim e se mudassem para a periferia, ele reassentou o centro da cidade com os vassalos, incluindo os vassalos chineses han. Mais tarde, algumas exceções foram feitas, permitindo que civis chineses han que ocupavam empregos governamentais ou comerciais também residissem no centro da cidade.  O governo civil foi inundado por Estandartes chineses Han.  O presidente dos seis conselhos e outros cargos importantes foram preenchidos com vassalos chineses han escolhidos pelos Qing. 
Foram os Estandartes chineses Han os responsáveis pela bem-sucedida aquisição de Qing. Eles constituíam a maioria dos governadores no início da dinastia Qing e foram aqueles que governaram e administraram a China, estabilizando o domínio Qing.  Os vassalos chineses han dominaram os cargos de governador-geral na época dos imperadores Shunzhi e Kangxi, bem como os cargos de governador, excluindo em grande parte os civis chineses han comuns.  Três oficiais chineses Liaodong Han Bannermen que desempenharam um papel importante no sul da China desde os Ming foram Shang Kexi, Geng Zhongming e Kong Youde. Eles governaram o sul da China de forma autônoma como vice-reis dos Qing.  Os Qing evitaram deliberadamente colocar Manchus ou Mongóis como governadores provinciais e governadores-gerais, sem um único governador Manchu até 1658, e nem um único governador-geral até 1668. 
Além dos Estandartes Chinesas Han, os Qing contaram com o Exército do Estandarte Verde, composto por forças militares chinesas Han (Ming) que desertaram para os Qing, a fim de ajudar a governar o norte da China.  Foram estas tropas que proporcionaram a governação militar quotidiana na China,  e forneceram as forças utilizadas nos combates da linha da frente. Estandartes chineses Han, Estandartes mongóis e Estandartes Manchu foram destacados apenas para responder a situações de emergência onde havia resistência militar sustentada. 
Foi um exército Qing composto principalmente por vassalos chineses Han que atacou os partidários Ming de Koxinga em Nanjing.  Os Manchus enviaram vassalos chineses Han para lutar contra os leais aos Ming de Koxinga em Fujian.  Os Qing levaram a cabo uma política de despovoamento massivo e desocupações, forçando as pessoas a evacuar a costa, a fim de privar de recursos os partidários Ming de Koxinga: isto levou ao mito de que era porque os Manchus tinham "medo de água". Na verdade, em Guangdong e Fujian, foram os Bannermen Han que levaram a cabo os combates e matanças pelos Qing e isto refuta a afirmação de que o "medo da água" por parte dos Manchus tinha a ver com a evacuação costeira para se deslocarem. para o interior e declarar a proibição do mar.  A maior parte da população costeira de Fujian fugiu para as colinas ou para Taiwan para evitar a guerra; Fuzhou era uma cidade vazia quando as forças Qing entraram nela. 

### Consolidação no norte (1645)
Logo após entrar em Pequim em junho de 1644, Dorgon despachou Wu Sangui e suas tropas para perseguir Li Zicheng, o líder rebelde que levou o último imperador Ming ao suicídio, mas foi derrotado pelos Qing no final de maio na Batalha da passagem de Shanhai.  Wu conseguiu enfrentar a retaguarda de Li muitas vezes, mas Li ainda conseguiu cruzar o Passo Gu para Shanxi, e Wu voltou para Pequim.  Li Zicheng restabeleceu sua base de poder em Xi'an (província de Shaanxi), onde declarou a fundação de sua dinastia Shun em fevereiro de 1644.  Em outubro daquele ano, Dorgon enviou vários exércitos para erradicar Li Zicheng de sua fortaleza em Shaanxi,  depois de reprimir revoltas contra o governo Qing em Hebei e Shandong no verão e outono de 1644. Os exércitos Qing liderados por Ajige, Dodo e Shi Tingzhu venceram confrontos consecutivos contra as forças Shun em Shanxi e Shaanxi, forçando Li Zicheng a deixar seu quartel-general em Xi'an em fevereiro de 1645.  Perseguido por Ajige, Li recuou pelo rio Han para Wuchang, Hubei e mais adiante para Tongcheng e as montanhas Jiugong até ser morto em setembro de 1645, por suas próprias mãos ou por um grupo de camponeses que havia se organizado para autodefesa naquela época de banditismo desenfreado. 
Entre Pequim e Datong e na província de Shanxi, grupos milenaristas de acólitos de artistas marciais que se autodenominam "Bons Amigos Claros e Puros do Céu Supremo" e "Sociedade de Bons Amigos", respectivamente, levantaram-se em rebelião em 1645 contra o novo regime. Estas foram suprimidas através do massacre de qualquer pessoa suspeita de pertencer a tais seitas populares. 
Outros movimentos sectários milenaristas na província de Shanxi eclodiram em rebelião em 1646-1648. Os temores de uma insurreição na corte os levaram à repressão às seitas lideradas por Zheng Dengqi, o que por sua vez causou uma grande rebelião. Os rebeldes foram pacificados através de generosas concessões de anistia. 

### Políticas administrativas
Por ordem de Nurhaci  em 1629,  uma série de obras chinesas consideradas de importância crítica foram traduzidas para o Manchu por Dahai.  As primeiras obras traduzidas foram todos textos militares chineses dedicados às artes da guerra devido aos interesses manchus no tema.  Eles foram o Liutao, Su Shu (素書) e Sanlüe seguidos pelo texto militar Wuzi e A Arte da Guerra.  
Outros textos traduzidos para o manchu por Dahai incluíam o código penal Ming.  Os Manchus atribuíram grande importância aos textos chineses relativos a assuntos militares e governança, e outros textos chineses de história, direito e teoria militar foram traduzidos para o Manchu durante o governo de Hong Taiji em Mukden.  Uma tradução manchu foi feita do romance chinês com tema militar Romance dos Três Reinos.   Além das traduções de Dahai, outra literatura chinesa, teoria militar e textos jurídicos foram traduzidos para o manchu por Erdeni. 
A fim de pacificar a população, as autoridades Qing tiveram o cuidado de nomear bons funcionários locais. Estes eram principalmente magistrados locais ex-Ming não-Bannermen que colaboraram; praticamente todos os cargos em nível de condado foram preenchidos por chineses han não pertencentes à bandeira, que superavam em número os funcionários dos Bannermen na proporção de 12 para 1. Na verdade, havia tantos colaboradores que a corte Qing teve de reduzir o seu número. O tribunal também deu grande atenção à repressão da corrupção administrativa através de inspeções intensificadas e implementou um sistema de revisão burocrática (kao cheng). Isso ajudou a melhorar as operações do governo local. 
O regime Qing aprovou a Lei de Investigação de Segurança de Bairro (linbao jiancha fa), que organizou as famílias em grupos de "responsabilidade mútua" de 10 e 100 pessoas e nomeou líderes responsáveis pela prisão de fugitivos. Também foi usado, pelo menos inicialmente, para impedir a movimentação da população em zonas turbulentas e para impedir o comércio de armas e de cavalos. De 1648 a 1649, armas e cavalos civis foram apreendidos imediatamente, mas depois foram permitidos para famílias aprovadas em unidades de responsabilidade mútua. 

### Conquista do Noroeste (1644-1649)
Os Monguors, que foram nomeados tusi pelo imperador Ming, apoiaram os Ming contra uma revolta tibetana e contra os rebeldes de Li Zicheng em 1642. Eles foram incapazes de resistir a Li Zicheng e muitos chefes tusi foram massacrados. Quando as forças Qing comandadas por Ajige e Meng Qiaofang lutaram contra as forças de Li depois de 1644, elas rapidamente se juntaram ao lado Qing. Enquanto isso, as forças leais aos Ming, totalizando 70.000 soldados bem equipados, estavam se unindo nas montanhas ao sul de Xi'an, sob o comando dos ex-comandantes Ming Sun Shoufa, He Zhen e Wu Dading, capturando a cidade de Fengxiang. À medida que avançavam em direção a Xi'an, foram flanqueados por desertores Ming recentes sob o comando de Meng Qiaofang e invadidos por Bannermen.  Os rebeldes de He Zhen eram principalmente bandidos e continuaram operando em pequenas paliçadas nas regiões montanhosas e florestadas, com 10 a 15 famílias rebeldes em cada paliçada, geralmente centradas em torno de um templo. Eles geralmente desfrutavam do apoio popular e recuavam para os esconderijos nas montanhas mais altas ao receberem aviso dos habitantes locais sobre quaisquer movimentos militares na área. Grupos de paliçadas reuniam-se em torno de um "Rei", que concedia comissões de Coronel ou Major a outros líderes da paliçada. Eles foram finalmente pacificados pelas forças lideradas por Ren Zhen. 
No final de 1646, as forças reunidas por um líder muçulmano conhecido nas fontes chinesas como Milayin (米喇印) revoltaram-se contra o governo Qing em Ganzhou (Gansu). Ele logo se juntou a outro muçulmano chamado Ding Guodong (丁國棟).  Proclamando que queriam restaurar os Ming caídos, ocuparam várias cidades em Gansu, incluindo a capital da província, Lanzhou.  A vontade destes rebeldes de colaborar com chineses não-muçulmanos sugere que não eram apenas motivados pela religião e não pretendiam criar um Estado islâmico.  Para pacificar os rebeldes, o governo Qing despachou rapidamente Meng Qiaofang, governador de Shaanxi, um ex-oficial Ming que se rendeu aos Qing em 1631.  Os líderes rebeldes persuadiram Zhu Shichuan, Príncipe Ming de Yanchang, a legitimá-los como uma força leal aos Ming, e rapidamente capturaram Ganzhou e Liangzhou, mas foram repelidos em Gongchang, Gansu.  Milayin e Ding Guodong negociaram uma trégua na qual se tornariam comandantes Qing em abril de 1649, mas menos de quatro semanas depois se revoltaram novamente. Milayan foi rapidamente morto quando tentou escapar do cerco Qing, enquanto Ding Guodong se escondeu para um cerco em Suzhou e se aliou ao Canato de Kumul, convidando o príncipe Sa'id Baba para governar em Suzhou. O contra-ataque Qing foi interrompido pelo motim de Jiang Xiang (abaixo). 

## Queda do sul

### Conquista de Jiangnan (1645)

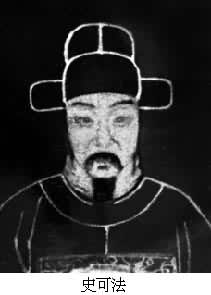
Retrato de Shi Kefa, que se recusou a render-se aos Qing na defesa de Yangzhou

Poucas semanas depois de o Imperador Chongzhen ter cometido suicídio em Pequim, em abril de 1644, descendentes da casa imperial Ming começaram a chegar a Nanjing, que tinha sido a capital auxiliar da dinastia Ming.  Concordando que os Ming precisavam de uma figura imperial para reunir apoio no sul, o Ministro da Guerra de Nanjing, Shi Kefa, e o Governador-geral de Fengyang, Ma Shiying, concordaram em formar um governo Ming leal em torno do Príncipe Fu, Zhu Yousong, um primo-irmão de o imperador Chongzhen, que era o próximo na linha de sucessão depois dos filhos do imperador morto, cujos destinos ainda eram desconhecidos.  O príncipe foi coroado imperador em 19 de junho de 1644 sob a proteção de Ma Shiying e sua grande frota de guerra.   Ele reinaria sob o nome da época "Hongguang" (弘光). O regime de Hongguang foi dominado por disputas entre facções que facilitaram a conquista Qing de Jiangnan, que foi lançada de Xi'an em abril de 1645.  Ele partiu de Xi'an naquele mesmo dia.   Grandemente auxiliado pela rendição dos comandantes Ming do Sul, Li Chengdong e Liu Liangzuo, o exército Qing tomou a cidade-chave de Xuzhou, ao norte do rio Huai, no início de maio de 1645, deixando Shi Kefa em Yangzhou como o principal defensor de as fronteiras do norte do Ming do Sul. A traição desses comandantes entregou toda a zona noroeste do Sul Ming, ajudando as forças Qing a se unirem.  O leal a Ming, Ma Shiying, trouxe para Nanjing tropas das províncias ocidentais compostas por ferozes guerreiros tribais indígenas chineses não-Han, chamados soldados "Sichuan", para defender a cidade contra os Qing. Esses ferozes guerreiros tribais "bárbaros" chineses leais aos Ming, não-Han, foram massacrados pelos cidadãos chineses Han de Nanjing depois que o povo chinês Han de Nanjing desertou pacificamente e entregou a cidade ao domínio Qing quando o imperador Ming Hongguang do sul deixou a cidade. As pessoas também gritaram: “Estes são o filho e a nora do ministro traidor Ma Shiying!” quando desfilaram a nora e o filho de Ma Shiying após invadirem as casas de Ruan Dacheng e Ma Shiying e também fizeram isso com a nora e o filho de Wang Duo.  O secretário da Companhia Holandesa das Índias Orientais, Johann Nieuhof, observou que a cidade de Nanjing e seu povo saíram ilesos dos Qing e apenas o palácio Ming sofreu destruição. Os danos infligidos ao palácio Ming foram causados em grande parte pelos chineses han locais de Nanjing, e não pelo exército Qing. 
O Príncipe Qing de Yu, Dodo, mais tarde repreendeu o Príncipe Ming do Sul de Fu, Zhu Yousong, por sua estratégia de batalha em 1645, dizendo-lhe que os Ming do Sul teriam derrotado os Qing se apenas os Ming do Sul atacassem os militares Qing antes que eles cruzassem o Rio Amarelo em vez de esperar. O Príncipe de Fu não encontrou palavras para responder quando tentou se defender. 
Em Jiangnan, os Qing implementaram conquistas pacíficas de distritos e cidades que se renderam sem qualquer resistência violenta, deixando os oficiais Ming locais que desertaram no comando e o exército Qing Chinês-Han-Manchu não os atacaria, nem mataria ou praticaria qualquer violência contra desertores pacíficos. 
Vários contingentes de forças Qing convergiram para Yangzhou em 13 de maio de 1645.  A maioria do exército Qing que marchou sobre a cidade eram desertores Ming e superavam em muito os Manchus e Estandartes.  A pequena força de Shi Kefa recusou-se a render-se, mas não conseguiu resistir à artilharia de Dodo: em 20 de maio, o canhão Qing empunhado pelos vassalos chineses Han (Ujen Coohai) rompeu a muralha da cidade e Dodo ordenou o "massacre brutal"  de Toda a população de Yangzhou  para aterrorizar outras cidades de Jiangnan para que se rendessem aos Qing.  Em 1o de junho, os exércitos Qing cruzaram o rio Yangzi e facilmente tomaram a cidade-guarnição de Zhenjiang, que protegia o acesso a Nanjing.  Os Qing chegaram aos portões de Nanjing uma semana depois, mas o imperador Hongguang já havia fugido.  A cidade rendeu-se sem luta em 16 de junho de 1645, depois que seus últimos defensores fizeram Dodo prometer que não faria mal à população.  Em menos de um mês, os Qing capturaram o imperador Ming em fuga (ele morreu em Pequim no ano seguinte) e tomaram as principais cidades de Jiangnan, incluindo Suzhou e Hangzhou.  A essa altura, a fronteira entre os Qing e os Ming do Sul havia sido empurrada para o sul, até o rio Qiantang.  Nieuhof observou que a cidade de Nanjing saiu ilesa dos soldados Qing. 
Os soldados Qing resgataram mulheres capturadas em Yangzhou de volta aos seus maridos e pais originais em Nanjing depois que Nanjing se rendeu pacificamente, encurralando as mulheres na cidade e chicoteando-as com força com seus cabelos contendo uma etiqueta mostrando o preço do resgate, que custava apenas 3 dólares. a 4 taéis para os melhores e 10 taéis no máximo para aqueles que usam roupas boas. 
Durante as lutas entre facções, o senhor da guerra Zuo Liangyu havia se amotinado contra Ma Shiying que estava no controle de Nanjing, acusando-o de repressão. Com a chegada das forças Qing a Jiujiang, quase todo o exército de Zuo Liangyu desertou para os Qing. Isso proporcionou aos Qing um novo grupo crítico de líderes militares e tropas. Estes também eram oficiais de Liaodong, ou já haviam servido lá, que na década de 1630 haviam sido retirados para combater os rebeldes nas províncias do interior. O mais importante deles foi Jin Shenghuan que mais tarde foi o único responsável pela conquista de Jiangxi. Outros generais foram Zuo Menggeng, filho de Zuo Liangyu, que mais tarde esmagou os rebeldes em Datong, Lu Guangzu e Li Guoying, que serviram na campanha de Sichuan, Xu Yong e Hao Xiaozhong, que serviram nas campanhas de Hunan. Muitos deles se tornaram os comandantes mais capazes contra os leais aos Ming do Sul. 
O imperador Hongguang fugiu para Anhui, na margem sul do Yangzi, em Tongling, no acampamento militar de Huang Degong. Huang Degong disse-lhe que se ele morresse lutando até a morte em Nanjing, todos os ministros teriam seguido seu exemplo na luta contra os Qing, mas agora que ele fugiu sem lutar e deu ouvidos aos traidores, seu pequeno exército não poderia atuar como guarda. para o Imperador. Huang Degong então disse: "Estou disposto a dedicar minha vida a você" depois que o imperador disse que não poderia confiar nele como ministro com ressentimento. Então, um grupo de chineses Qing Han e soldados da bandeira apareceram no acampamento de Huang Degong em Wuhu em 15 de junho de 1645, sob o comando de Zhang Tianlu, o comandante da guarnição de Guazhou, vassalos de Dodo e do general Liu Liangzuo. Huang Degong rejeitou a exigência de entregar o imperador Hongguang, mas Zhang Tianlu atirou uma flecha na garganta de Huang e o matou. Tian Xiong e Ma Deong, os comandantes da brigada sob o comando de Huang Degong, então desertaram para os Qing e deram ao general Liu Liangzuo o imperador Hongguang. 

### Ordem do Penteado em Rabicho e resistência de Jiangnan (1645-1646)

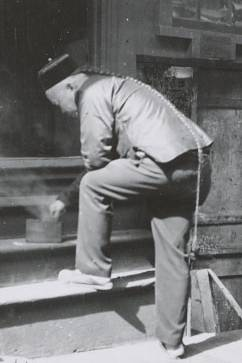
Um chinês na Chinatown de São Francisco por volta de 1900. O hábito chinês de usar o penteado de rabicho veio do decreto de Dorgon de julho de 1645, ordenando que todos os homens raspassem a testa e prendessem o cabelo em rabo trançado, como os Manchus.

A resistência na região foi originalmente silenciada. Sendo o coração da classe acadêmica, centenas de estudiosos de Jiangnan cometeram suicídio por afogamento, enforcamento, autoimolação ou greve de fome após a notícia da morte do imperador Hongguang, às vezes famílias inteiras. Aqueles que não colaborassem ou cometessem suicídio teriam que se juntar a bandidos para resistir ao novo regime.  Com a notícia da queda da capital em 1644 e a disparada dos preços dos alimentos, os camponeses pobres revoltaram-se contra a elite local e a servidão contratada, apelando a que "o senhor e o servo se devessem dirigir um ao outro como irmãos". Eles saquearam as vilas e forçaram os ricos a fugir para as cidades. Embora o regime Ming do Sul tenha conseguido restaurar a ordem, o descontentamento persistiu e se uniu à Sociedade do Dragão Negro, que imediatamente retomou sua revolta assim que os Qing esmagaram as forças Ming do Sul. Alguns membros da pequena nobreza, associados ao movimento Donglin, resistiram ao compromisso, mas a maioria da pequena nobreza e das elites urbanas passaram a colaborar com os Qing a fim de adquirir a sua ajuda para suprimir a revolta ou outras ameaças, como bandidos. No entanto, com a introdução da ordem de rabicho, a resistência anti-Qing explodiu mais uma vez. 
Em 21 de julho de 1645, depois que a região de Jiangnan foi superficialmente pacificada, Dorgon emitiu "a promulgação mais inoportuna de sua carreira":  ele ordenou que todos os homens chineses raspassem a testa e trançassem o resto do cabelo em uma trança apenas como os Manchus.   A punição para o não cumprimento era a morte.  No decreto de ordem de rabicho, Dorgon enfatizou especificamente o fato de que Manchus e o próprio imperador Qing usavam o rabicho e raspavam a testa para que, seguindo a ordem do rabicho e se barbeando, os chineses han se parecessem com Manchus e o imperador Qing, e invocassem a noção confucionista de que o povo era como os filhos do imperador que era como o pai, para que o pai e os filhos não pudessem parecer diferentes e para diminuir as diferenças na aparência física entre os chineses manchus e os chineses han.   
A ordem do penteado em rabicho foi proposta por vários funcionários chineses han, a fim de agradar Dorgon.  Esta política de submissão simbólica à nova dinastia ajudou os Manchus a distinguir amigos de inimigos.  No entanto, para autoridades e literatos chineses han, o novo penteado foi "um ato humilhante de degradação" (porque violava uma diretriz confucionista comum de preservar o corpo intacto), enquanto para as pessoas comuns cortar o cabelo "era equivalente à perda de sua masculinidade."  Por ter unido chineses de todas as origens sociais na resistência contra o governo Qing, o comando de corte de cabelo "quebrou o ímpeto da [expansão] Qing".   
Um estudioso menor, Wang Zhan, no comando da milícia rural, sitiou Taicang. Em Xiushui, o comandante militar local Chen Wu e a pequena nobreza local mobilizaram milícias e revoltaram-se, mas falharam num ataque a Jiaxing. Em Kunshan, as forças de resistência sob o comando do magistrado Yang Yongyan, do general Wang Zuocai e do estudioso Zhu Jihuang não tiveram sucesso até que a ordem de rabicho foi aprovada, quando experimentaram um aumento no apoio popular e conseguiram matar o magistrado colaboracionista local. No entanto, o exército do Príncipe Dodo voltou-se contra a região e, com exceção de alguns redutos como Jiangyin, os legalistas caíram rapidamente e a população foi massacrada. 
A resistência de bandidos do pântano, pescadores, milícias lideradas pela pequena nobreza e ex-soldados Ming uniu-se em torno do Lago Tai. Os bandidos da região eram famosos por sequestrar pessoas ricas e ameaçar cegá-las ou enterrá-las vivas, a menos que o resgate fosse pago, enquanto distribuíam comida e dinheiro aos pobres. Agora suas embarcações fluviais foram convertidas em uma força de ataque naval ad hoc e uniram forças com seus antigos inimigos da pequena nobreza. A pequena nobreza uniu esses elementos no "Exército de Cabeças Brancas", uma vez que usavam turbantes brancos. A leste do lago, a pequena nobreza leal no distrito de Songjiang sob o comando de Chen Zilong e a marinha Ming restante na ilha de Chongming sob o comando de Wu Zhikui coordenaram-se para se levantar e isolar as forças Qing em Zhejiang . Os legalistas pretendiam servir de ligação entre a resistência a montante em Hunan e a resistência costeira em Zhejiang e Fujian. Os legalistas dividiram-se devido a divergências estratégicas. A marinha legalista, tentando navegar para o Lago Mao, foi destruída em Chushenpu pelas forças de embarcações leves do general Li Chengdong. A resistência do Lago Tai invadiu Suzhou, mas ficou presa na cidade quando as forças Qing comandadas por Wang Guocai se reagruparam e fecharam os portões. Songjiang caiu depois de ser enganado e abrir os portões pelas forças Qing que encobriam suas cabeças raspadas. Um grupo de legalistas fugiu para se juntar à resistência em Fuzhou. 
A população desafiadora de Jiading e Songjiang foi massacrada pelo ex-general Ming do norte da China, Li Chengdong, respectivamente em 24 de agosto e 22 de setembro.  Jiangyin também resistiu a cerca de 10.000 soldados Qing por 83 dias. Quando a muralha da cidade foi finalmente rompida em 9 de outubro de 1645, o exército Qing liderado pelo desertor Ming do norte da China, Liu Liangzuo, que havia recebido ordens de "encher a cidade de cadáveres antes de embainhar suas espadas", massacrou toda a população, matando entre 74.000 pessoas. e 100.000 pessoas.  Centenas de milhares de pessoas foram mortas antes que toda a China obedecesse. Embora os Estandartes Manchu fossem frequentemente associados ao Massacre de Jiangyin, que tinha como alvo os leais aos Ming, a maioria dos que participaram do Massacre de Jiangyin eram Estandartes chineses Han .  Os soldados chineses han do desertor Ming Li Chengdong, que eram em sua maioria ex-refugiados revoltados, camponeses e bandidos do norte, chamaram os resistentes anti-rabicho chineses han e os leais aos Ming em Jiading de "bárbaros do sul" (manzi) ameaçando-os, dizendo-lhes "bárbaros do sul, entregue seus objetos de valor", estuprando, torturando e massacrando.  Quando Qing impôs a Ordem do Rabicho na China, muitos desertores chineses Han foram nomeados para o massacre de dissidentes. Li Chengdong  supervisionou três massacres em Jiading que ocorreram no mesmo mês; juntos, o que resultou em dezenas de milhares de mortes e deixou cidades despovoadas. 
Em Fuzhou, embora os ex-súditos Ming tenham sido inicialmente compensados com prata por cumprirem a Ordem do Rabicho, o general desertor do sul da China, Hong Chengchou, aplicou a política completamente aos residentes de Jiangnan em 1645.   Os Estandartes Chineses Han foram repetidamente designados para fazer cumprir a Ordem do Rabicho, muitas vezes resultando em massacres como o Massacre de Yangzhou,  durante o qual os residentes locais foram vistos assediados pelas tropas. 
A ilha de Chongming, no estuário do Yangtzi, continuou a abrigar piratas e forças de resistência, ameaçando unir-se à resistência em Anqing e Hubei - Hunan. As autoridades Qing só conseguiram manter o controle através do trabalho com ex-funcionários Ming corruptos, como Qian Qianyi e Ruan Dacheng.  Os fuzileiros navais legalistas continuaram a lutar na área do Lago Tai, sob o comando de Wu Yi e Zhou Rui, principalmente pescadores e contrabandistas locais, o que representava um problema para as forças Qing que não tinham marinheiros competentes. Estes uniram a resistência da pequena nobreza em toda a região, causando graves perdas às forças Qing do governador Tu Guobao . Wu Yi tentou se unir à resistência Ming do Sul em Zhejiang entrando em negociações com o oficial Qing de Jiashan, mas isso foi uma armadilha; ele foi capturado e executado. A resistência continuou enquanto a pequena nobreza continuava o protesto quase aberto. Em 1645, em Liyang os camponeses pobres revoltaram-se, em torno de Tangshan um estudioso liderou uma rebelião de bandidos locais, e do Monte Yuntai a Haizhou (Lianyungang) uma insurgência foi liderada pelo Príncipe Ming de Xinchang.  O Príncipe Ming de Rui'an e o Príncipe de Ruichang mobilizaram rebeldes na área de Huai'an-Yangzhou e ao redor de Nanjing para um ataque a Nanjing em setembro de 1646, mas os colaboradores Qing descobriram o plano e o derrotaram. 

### Campanha de Sichuan (1646-1658)
No início de 1646, Dorgon enviou duas expedições a Sichuan para tentar destruir o regime da Grande Dinastia Xi de Zhang Xianzhong : a primeira expedição não chegou a Sichuan porque foi apanhada pelos remanescentes; o segundo, sob a direção de Hooge (o filho de Hong Taiji que havia perdido a luta pela sucessão em 1643) chegou a Sichuan em outubro de 1646.  Ao ouvir que um exército Qing liderado por um major-general se aproximava, Zhang Xianzhong fugiu em direção a Shaanxi, dividindo suas tropas em quatro divisões que foram ordenadas a agir de forma independente caso algo lhe acontecesse.  Antes de partir, ordenou um massacre da população de sua capital, Chengdu. 
As forças Qing avançaram de Xi'an para Sichuan. Temendo as tendências assassinas de Zhang, e com suas tropas sichuanesas relutantes em realizar os massacres de Zhang em seus colegas provinciais, o comandante de Zhang, Liu Jinzhong, desertou para os Qing e os guiou até Zhang. Mais tarde, Liu recebeu o título de Barão. 
No caminho, Zhang Xianzhong foi surpreendido por um exército Qing comandado por Hooge e Li Guoying no Monte Fenghuang, após ser traído por um de seus oficiais. Recusando-se a acreditar no relatório do batedor, ele saiu para ver com os próprios olhos e foi morto por uma flecha. Isto foi testemunhado pelo missionário jesuíta Gabriel de Magalhães, que o relatou.  Zhang Xianzhong foi morto em uma batalha contra as forças Qing perto de Xichong, no centro de Sichuan, em 1 de fevereiro de 1647.  Em um relato, ele foi traído por um de seus oficiais, Liu Jinzhong, que o apontou para ser baleado por um arqueiro.   Hooge então tomou Chengdu facilmente, mas encontrou-a em um estado de desolação que não esperava. Incapazes de encontrar comida no campo, os seus soldados saquearam a área, matando os resistentes, e até recorreram ao canibalismo à medida que a escassez de alimentos se agravava. 
Sun Kewang assumiu informalmente a liderança e mudou-se para o sul. Em Chongqing, o general Ming Zeng Ying ainda resistiu. Os barcos da dinastia Xi comandados por Liu Wenxiu atacaram o barco de comando de Zeng no rio Yangtzi, mataram-no e tomaram a cidade, mas continuaram se movendo para o sul, para Guizhou. Um jovem filho de Zhang Xianzhong deveria ser entronizado como o próximo governante, mas morreu durante a viagem.  Os remanescentes da força Ming moveram-se para o leste, para o distrito de Fuling e o condado de Yunyang, sob o comando de Li Zhanchun e Yu Dahai . As forças Ming restantes sob o comando de Yang Zhan, agora promovidos a Marquês e comandante Ming de Sichuan, moveram-se para o sul em direção a Guizhou e tentaram, sem sucesso, entrar em contato com a corte Ming do Sul para obter suprimentos, vagando em busca desesperada de suprimentos para Jiading. Aqui ele começou a estocar recursos para se preparar para a guerra contra os Qing. As forças Qing deixaram a província principalmente devido à fome e o restante foi guarnecido em Baoning, no norte, sob o comando de Li Guoying, que se moveu para esmagar o banditismo, pediu o envio de suprimentos e recultivou a terra para aliviar as condições de fome. Depois de ter sido atacado e derrotado por Li Zhanchun e Yu Dahai em 1647 em uma batalha terrestre-ribeirinha em Zhangzhou, ele começou a construir sua própria força ribeirinha. O Imperador Yongli em Guangdong enviou seu suposto parente distante Zhu Rongfan para organizar as forças Ming em Sichuan, que em vez disso se tornou outro senhor da guerra, estabelecendo-se como um "Príncipe de Chu" em Kuizhou. Esses grupos começaram a lutar entre si, o que ajudou os Qing a proteger as partes norte e oeste da província em 1652, e o resto da província em 1658. 
As forças anti-Qing, incluindo os leais a Great Shun e Zhang Xianzhong, permaneceram ativas nas regiões montanhosas entre Chongqing e Hubei. As forças lideradas por Li Laiheng, sobrinho de Li Zicheng, estabeleceram uma base na montanha Maolu, no condado de Xingshan, a partir de 1653. Eles eram conhecidos como as Treze Famílias Kuidong e conseguiram resistir até serem suprimidos por uma campanha Qing em grande escala em 1664.

### Campanhas de Jiangxi e Fujian (1646-1650)

Conquista Qing dos territórios Ming do Sul

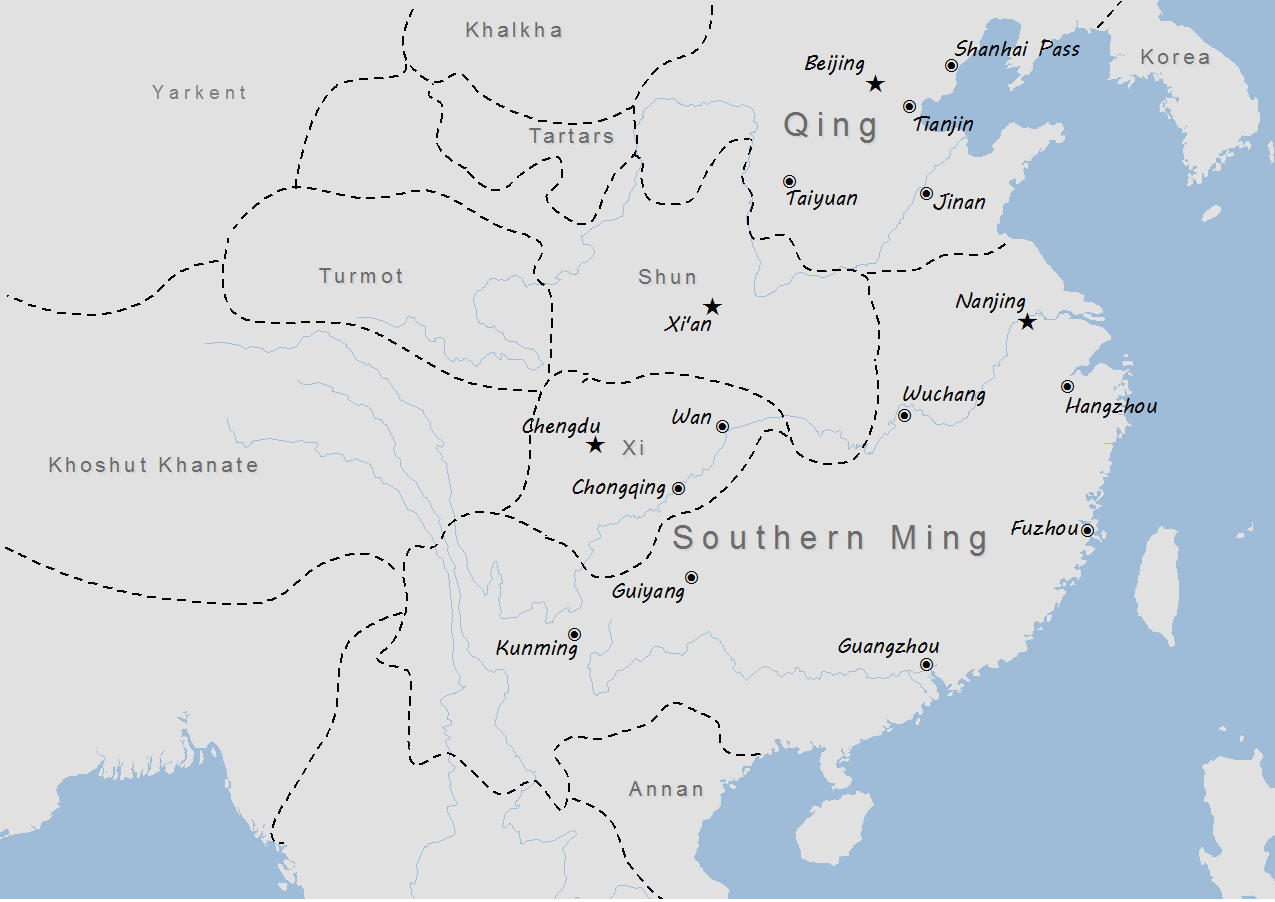
Situação da Dinastia Ming do Sul

O avanço Qing na província de Zhejiang foi auxiliado pela colaboração de Tong Guoqi, que foi nomeado governador de Zhejiang e Fujian . Tong era originário de Liaodong, mas viveu em Zhejiang onde entrou em contacto com estudiosos católicos chineses que, alegando que a Europa era uma sociedade ideal e que todas as nações partilhavam uma moralidade, argumentavam que a cultura chinesa era demasiado introspectiva e apelavam à apreciação e imitação de nações estrangeiras e cooperação com elas, sejam europeias ou manchus. Este grupo, portanto, apoiou o governo Manchu. 
Enquanto isso, os Ming do Sul não foram eliminados. Quando Hangzhou caiu nas mãos dos Qing em 6 de julho de 1645,  o príncipe de Tang Zhu Yujian, um descendente de nona geração do fundador Ming, Zhu Yuanzhang, conseguiu escapar por terra para a província de Fujian, no sudeste.  Coroado Imperador Longwu na cidade costeira de Fuzhou em 18 de agosto, ele dependia da proteção do talentoso marinheiro Zheng Zhilong (também conhecido como "Nicholas Iquan").  O imperador sem filhos adotou o filho mais velho de Zheng e concedeu-lhe o sobrenome imperial.  “Koxinga”, como seu filho é conhecido pelos ocidentais; é uma distorção do título "Senhor do Sobrenome Imperial" (Guoxingye 國姓爺).  A pedido de Zheng Zhilong, o Xogunato Tokugawa no Japão apoiou discretamente as forças pró-Ming do clã Zheng, concedendo-lhes discretamente acesso a mercenários, armas e outros materiais estratégicos.  Zheng Zhilong elaborou um plano intitulado "Grande Estratégia para ordenar o país", no qual defendia que os Ming do Sul reconquistassem o território através de comandantes militares regionais, em vez de uma forma centralizada. Isso o colocou em desacordo com o Imperador Longwu. A fome também ocorreu depois da seca e do fracasso das colheitas em toda a região costeira do sudeste, enquanto os ataques Qing no delta do rio Yangzi cortaram o acesso à seda crua. Em resposta, o imperador Longwu queria reconquistar as províncias de Huguang e Jiangxi, que eram grandes produtores de arroz, para ajudar a impulsionar o sul Ming, mas Zheng Zhilong recusou-se a expandir-se para fora de Fujian por medo de perder o controle do regime. 
Entretanto, outro pretendente Ming, o Príncipe de Lu Zhu Yihai, nomeou-se regente em Zhejiang, mas os dois regimes leais não conseguiram cooperar, tornando as suas hipóteses de sucesso ainda menores do que já eram. 
Em fevereiro de 1646, os exércitos Qing tomaram terras a oeste do rio Qiantang do regime Lu e derrotaram uma força desorganizada que representava o imperador Longwu no nordeste de Jiangxi.  Em maio, sitiaram Ganzhou, o último bastião Ming em Jiangxi.  Em julho, uma nova campanha no sul liderada pelo príncipe Bolo desorganizou o regime de Zhejiang do príncipe Lu e começou a atacar o regime de Longwu em Fujian.  Na esperança de obter recompensas do príncipe Bolo, Zheng Zhilong traiu os legalistas ao contatar Hong Chengchou e deixou o norte de Fujian indefeso contra um exército Qing liderado por Li Chengdong e Tong Yangjia.  Os Qing assumiram o controle de Fujian em 1645. 
Com o pretexto de aliviar o cerco de Ganzhou, a corte de Longwu deixou a sua base em Fujian no final de setembro de 1646, mas o exército Qing alcançou-os.  Longwu e sua imperatriz foram sumariamente executados em Tingzhou (oeste de Fujian) em 6 de outubro de 1646.  Após a queda de Fuzhou em 17 de outubro, Zheng Zhilong rendeu-se aos Qing e seu filho Koxinga fugiu para a ilha de Taiwan com sua frota.  Quando chegou a notícia da morte do imperador Longwu, a fortaleza de Ganzhou, no sul de Jiangxi, sob o comando de Yang Tinglin, também cedeu ao general Qing Jin Shenghuan em novembro de 1646. 
O Príncipe Regente de Lu, com a ajuda do senhor do mar Zhang Mingzhen, continuou a resistência no mar na ilha de Shacheng, entre Zhejiang e Fujian. Em julho de 1649, sua base de operações mudou para o norte, para Jiantiaosuo. Depois de matar um comandante naval rival, Huang Binqing, a base foi transferida para Zhoushan em novembro. A partir daí, ele tentou levantar uma rebelião em Jiangnan, mas Zhoushan caiu nas mãos dos Qing em 1651, após ser traído pelos ex-oficiais de Huang Binqing. Zhang Mingzhen, com toda a sua família, fugiu para se juntar a Zheng Chenggong em Xiamen. 

### Campanha de Hunan, Guangdong e Guangxi (1645-1650)
Após a queda de Nanjing, o antigo governador Ming de Huguang (Hubei e Hunan) He Tengjiao, sob a corte de Longwu, estabeleceu os Treze Comandos de Defesa (zhen) com remanescentes de Shun em Hunan, que ficaram famosos por resistirem aos Qing. As forças Qing sob o comando do primeiro desertor Kong Youde subjugaram Hunan em 1646. Após a queda do regime de Longwu, He Tengjiao jurou lealdade ao imperador Yongli, continuando a resistência nas províncias de Hunan e Guizhou, e foi finalmente morto em Xiangtan em 1649. 
O irmão mais novo do imperador Longwu, Zhu Yuyue, que havia fugido de Fuzhou por mar, logo fundou outro regime Ming em Guangzhou, capital da província de Guangdong, assumindo o título de reinado de Shaowu (紹武) em 11 de dezembro de 1646.  Sem trajes oficiais, a corte teve que comprar mantos das tropas locais do teatro.  Em 24 de dezembro, o Príncipe de Gui Zhu Youlang estabeleceu o regime Yongli (永曆) na mesma vizinhança. O Príncipe de Gui fugiu do ataque de Zhang Xianzhong em Hubei / Hunan para Zhaoqing em Guangdong, mas sua retirada para Guangxi levou outros legalistas a acreditar que ele os havia abandonado e eles entronizaram o imperador Shaowu. A situação foi complicada pelo fato de que a corte de Shaowu consistia principalmente de cantoneses locais, enquanto a corte de Yongli era composta por homens de outras províncias. 
Os dois regimes Ming lutaram entre si até 20 de janeiro de 1647, quando uma pequena força Qing liderada pelo ex-comandante Ming do Sul, Li Chengdong, capturou Guangzhou, matando o Imperador Shaowu e fazendo o Imperador Yongli fugir para Nanning, em Guangxi. 
Em maio de 1648, porém, Li Chengdong, desapontado por ter sido feito um mero comandante regional após tomar a província de Guangdong, amotinou-se contra os Qing e juntou-se novamente aos Ming. A reversão de outro desertor Ming insatisfeito em Jiangxi, Jin Shenghuan, que também estava descontente por ter sido nomeado comandante regional após a conquista da província de Jiangxi, ajudou o regime de Yongli a retomar a maior parte do sul da China. 
O imperador Yongli foi encorajado por estes desenvolvimentos e viu esperança numa reconquista Ming, comparando-a ao renascimento das dinastias Han e Tang após as usurpações de Wang Mang e An Lushan. Os legalistas esperavam transferir o imperador para Wuchang, onde ele lideraria a reconquista de Nanjing e Kaifeng. No entanto, o comandante Qing Xu Yong (um dos que desertaram em Jiangnan) repeliu o contra-ataque legalista em Changsha, pois a população não ficou do lado dos legalistas e as forças Qing avançaram novamente. Xu Yong esteve mais tarde presente na captura de He Tengjiao em Xiangtan, e seu exército absorveu as tropas restantes de He. 
Este ressurgimento das esperanças legalistas durou pouco. Novos exércitos Han-Manchu-Mongóis sob o comando de Kong Youde, Jirgalang e Lekedehun conseguiram reconquistar a província central de Huguang (atual Hubei e Hunan) em 1649, e a população de Xiangtan foi massacrada. Jiangxi caiu diante de outro exército liderado por Tantai, Holhoi, Shang Kexi e Geng Zhongming. Guangdong caiu para Shang Kexi em novembro de 1650.  O Imperador Yongli fugiu para Nanning e de lá para Guizhou.  Finalmente, em 24 de novembro de 1650, as forças Qing lideradas por Shang Kexi capturaram Guangzhou com 74 de seus próprios canhões e a ajuda de artilheiros holandeses, e massacraram a população da cidade, matando cerca de 70.000 pessoas.  Em Guangzhou, massacres de civis e leais aos Ming em 1650 foram realizados pelas forças Qing sob o comando dos generais da bandeira chinesa Han do norte, Shang Kexi e Geng Jimao.  

## Revoltas leais aos Ming no norte (1647-1654)

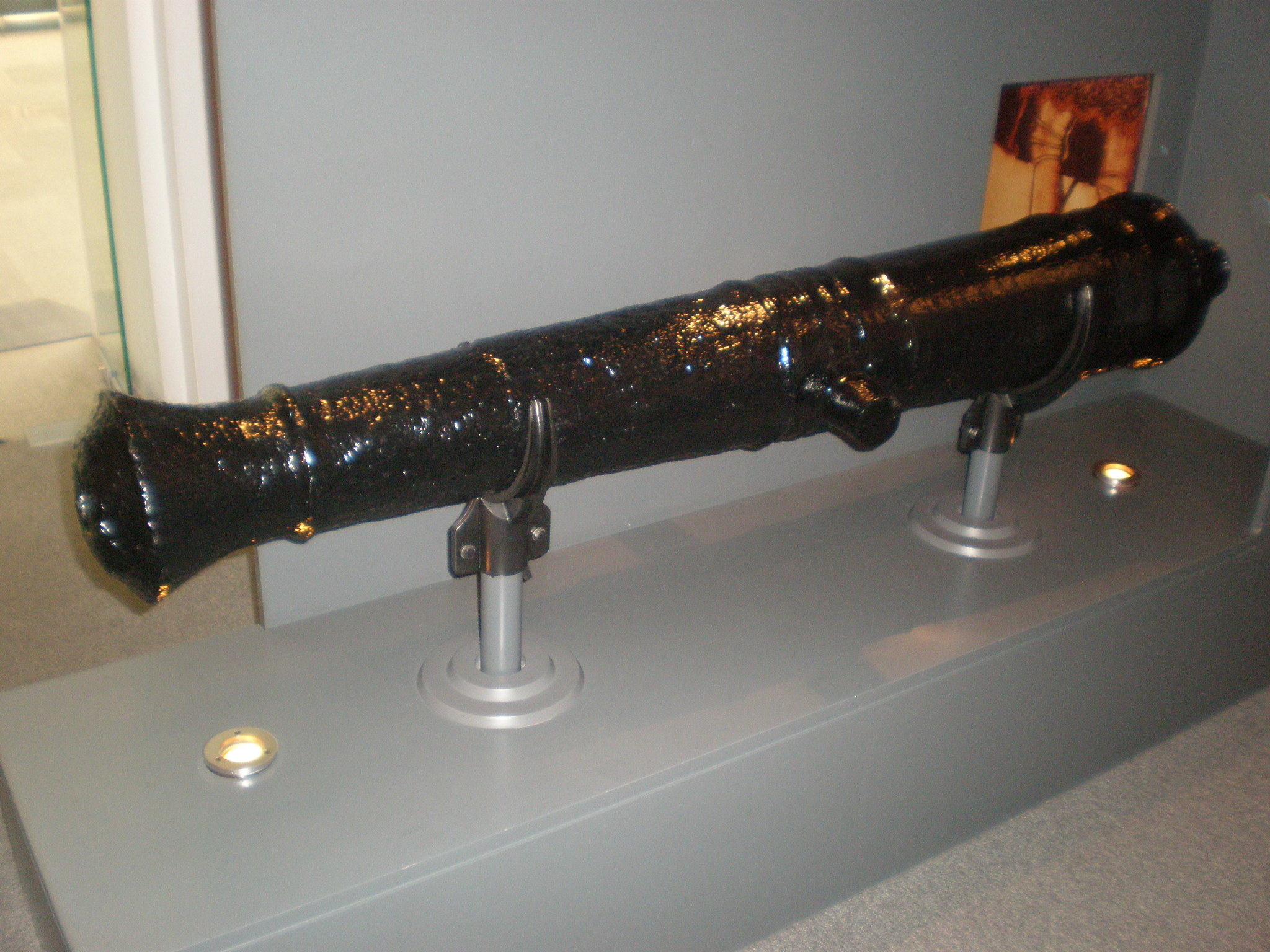
Um canhão fundido em 1650 pelos Ming do Sul, do Museu de Defesa Costeira de Hong Kong

Uma grande revolta em torno de Zouping, Shandong, eclodiu em março de 1647. Shandong tinha sido assolada por banditismo antes do colapso dos Ming, e a maioria dos oficiais Ming e a sua milícia organizada pela pequena nobreza deram as boas-vindas ao novo regime Qing, cooperando com eles contra os bandidos que agora se transformaram em exércitos rebeldes consideráveis, completos com armas e canhões, e cujos líderes se declararam "reis". Estes foram detidos pela pequena nobreza local, que organizou a população local numa força de defesa. 
Em março de 1648, um chefe bandido, Yang Sihai, e uma mulher com o sobrenome Zhang afirmaram ser o príncipe herdeiro do imperador Tianqi e sua consorte, respectivamente. Com a ajuda de outro chefe bandido chamado Zhang Tianbao, eles se rebelaram sob a bandeira Ming em Qingyun, ao sul de Tianjin. Os Qing foram forçados a enviar "tropas pesadas" (artilharia), bem como reforços extras. Os Qing conseguiram subjugar a rebelião em 1649, mas com pesadas perdas. Mais ao sul, nas florestas entre as províncias de Shandong, Hebei e Henan, estavam se acumulando 20 brigadas leais aos Ming de 1.000 homens cada. Esta força era conhecida como "Exército Elm Garden", equipada com canhões ocidentais. O comandante Li Huajing declarou um parente distante da família imperial Ming como o "Imperador Tianzheng" e sitiou e capturou as cidades de Caozhou, condado de Dingtao, condado de Chengwu e condado de Dongming, Lanyang e Fengqiu. Pesadas baixas foram infligidas aos Qing. O general desertor Ming, Gao Di, liderou forças de elite multiétnicas da Bandeira para esmagar a insurreição em 18 de novembro. 
Em janeiro de 1649, Jiang Xiang, o governador militar em Datong, Shanxi, sentiu-se ameaçado de que Dorgon pudesse estar tentando restringir sua autoridade e se rebelou, voltando a ser leal aos Ming. Dorgon viajou para intervir pessoalmente contra os rebeldes. Os generais Liu Denglou, comandante de Yulin, Shaanxi, e Wang Yongqiang, comandante superior em Yan'an, Shaanxi, contataram Jiang Xiang, rebelaram-se e voltaram para os Ming. A eles se juntou o líder mongol Zhamasu, que se levantou nas montanhas Helan. A revolta foi derrotada no final do ano por uma força da Bandeira comandada pelo Príncipe Bolo e Wu Sangui. A cidade de Puzhou, controlada pelos leais Ming, foi alvo de um massacre. Simultaneamente, Zhu Senfu, um homem que afirmava ser parente da família Imperial Ming, declarou-se Príncipe de Qin em Jiezhou, Shaanxi, perto de Sichuan, apoiado por um fora-da-lei local chamado Zhao Ronggui com um exército de 10 mil homens. Os rebeldes foram esmagados pelas forças de Wu Sangui.  No caos, muitos grupos de bandidos expandiram seus ataques. Um fora-da-lei local chamado Zhang Wugui levantou-se em Shanxi e começou a distribuir patentes e documentos Ming, reunindo um exército. Ele atacou Wutai em 1649, mas foi expulso. Ele continuou saqueando a província até ser morto em fevereiro de 1655, quando seu quartel-general foi descoberto por um batedor manchu. 
Com os amotinados derrotados, os Qing atacaram os rebeldes muçulmanos de Ding Guodong em Suzhou, Gansu, e esmagaram-nos com facilidade em dezembro de 1649. Ding Guodong foi morto. A população foi apaziguada pelo reforço das protecções judiciais e, por sugestão do secretário supervisor He Bi, as comunidades muçulmanas foram desarmadas e transferidas para 150 li (75 km) de distância das comunidades chinesas Han. A passagem de Jiayu foi bloqueada para prejudicar todas as relações entre o Canato de Kumul e os muçulmanos de Gansu.  Em 1650, os rebeldes muçulmanos foram esmagados em campanhas que infligiram pesadas baixas. 
A região sudeste de Shaanxi, uma área rural e indomada, foi assolada pelo coronel Ming Tang Zhongheng, acompanhado pelos príncipes Ming Zhu Changying e Zhu Youdu e por um comandante mongol Ming, Shibulai. Outros rebeldes, dado o pronto acesso aos leais aos Ming na vizinha Sichuan, conseguiram continuar a resistência. Sun Shoujin, que se autodenominava Conde de Xing'an, com a ajuda do general Tan Qi, liderou uma aliança de fortalezas montanhosas ao redor do Monte Banchang, ao sul de Ziyang. Eles resistiram a um intenso ataque do Estandarte com seus rifles longos, mas Tan Qi abandonou Sun em julho de 1652, levando à derrota e morte de Sun. Uma gangue de bandidos, que saqueavam a população local, também foram derrotados pouco depois pela traição de um de seus dois chefes. 

## Lutas contínuas no sul

### Conquista do sudoeste (1652-1661)

A fuga do Imperador Yongli — o último soberano da dinastia Ming do Sul — de 1647 a 1661. As fronteiras provinciais e nacionais são as da República Popular da China.

Após a eliminação da dinastia Xi de Zhang Xianzhong, seus generais recuaram para o sul, para a província de Guizhou, onde encontraram as forças Ming do Sul em retirada da província de Guangxi. O imperador Ming, necessitando urgentemente de reforços, solicitou a ajuda dos seguidores da dinastia Xi. O ex-deputado de Zhang Xianzhong, Sun Kewang, exterminou todos os seus oponentes na corte Ming do Sul e manteve o imperador Ming sob prisão de facto, continuando ao mesmo tempo a referir-se a Zhang Xianzhong como um imperador falecido. 
Yunnan ainda era uma terra fronteiriça onde os chefes tribais tusi ainda estavam no poder em muitas áreas. Os tusi eram liderados pela família Mu que ocupava o cargo de duque de Qianguo. No início da dinastia Ming, foi o duque Mu Sheng quem liderou os exércitos Ming no Vietnã durante a Guerra Ming-Ho. Agora a família Mu ainda estava no poder em Yunnan e permanecia leal aos Ming. No entanto, devido ao descontentamento contra o seu governo, revoltas locais eclodiram contra eles. Mu juntou-se aos poucos oficiais Ming restantes e a Sun Kewang para restaurar a ordem. 
Embora os Qing, sob a liderança de Dorgon, tivessem empurrado com sucesso os Ming do Sul para o sul da China, o lealismo Ming ainda não estava morto. No início de agosto de 1652, Li Dingguo, que havia servido como general em Sichuan sob Zhang Xianzhong (falecido em 1647) e agora protegia o Imperador Yongli do Sul Ming, retomou Guilin (província de Guangxi) dos Qing.  Dentro de um mês, a maioria dos comandantes que apoiavam os Qing em Guangxi voltaram para o lado Ming.  Apesar das campanhas militares ocasionalmente bem-sucedidas em Huguang e Guangdong nos dois anos seguintes, Li Dingguo não conseguiu retomar cidades importantes.  Em 1653, a corte Qing encarregou Hong Chengchou de retomar o sudoeste.  Com sede em Changsha (onde hoje é a província de Hunan), ele pacientemente construiu suas forças; somente no final de 1658 as tropas Qing, bem alimentadas e bem abastecidas, montaram uma campanha multifacetada para tomar Guizhou e Yunnan.  Lutas internas eclodiram entre as forças de Li Dingguo e Sun Kewang. O imperador Ming, temeroso de que Sun pretendesse tornar-se imperador, pediu a Li Dingguo que o libertasse. Depois que as forças de Sun foram derrotadas, ele e suas tropas sobreviventes desertaram para os exércitos Qing de Hong Chengchou, dando aos Qing abertura para atacar. 
Os Manchus não conseguiram conquistar o sul da China por conta própria; eles só o fizeram delegando aos chineses han. Durante a luta para extinguir o lealismo Ming no sul, o imperador Shunzhi passou a depender cada vez mais de vassalos chineses Han, alguns de segunda ou mesmo terceira geração, para ocupar cargos de governador e governador-geral como uma espécie de "janízaros provinciais". Praticamente todos os cargos foram preenchidos por oficiais militares profissionais dos Estandartes Chineses Han, em vez de civis Manchus ou Chineses Han. Os vassalos chineses Han foram a principal força que subjugou o sul da China. Isso tornou os Qing extremamente dependentes dos exércitos privados dos nobres autônomos do estandarte chinês Han. A confiança nos chineses han tornou-se óbvia em 1660, quando o imperador decidiu a favor de Lu Guangxu, um censor provincial chinês han que entregou um relatório criticando a corrupção militar manchu, destruindo a afirmação manchu de que as autoridades chinesas han não deveriam se envolver em assuntos militares. Esta mudança foi um reflexo da real importância militar dos chineses Han na dinastia, bem como da determinação dos governantes Qing de não permitir que a classe dos Estandartes chineses Manchu e Han dominassem o governo. Através deste compromisso, o conflito burocracia versus militar que ajudou a causar a queda da dinastia Ming foi resolvido. 

### Fuga para a Birmânia (1659-1662)

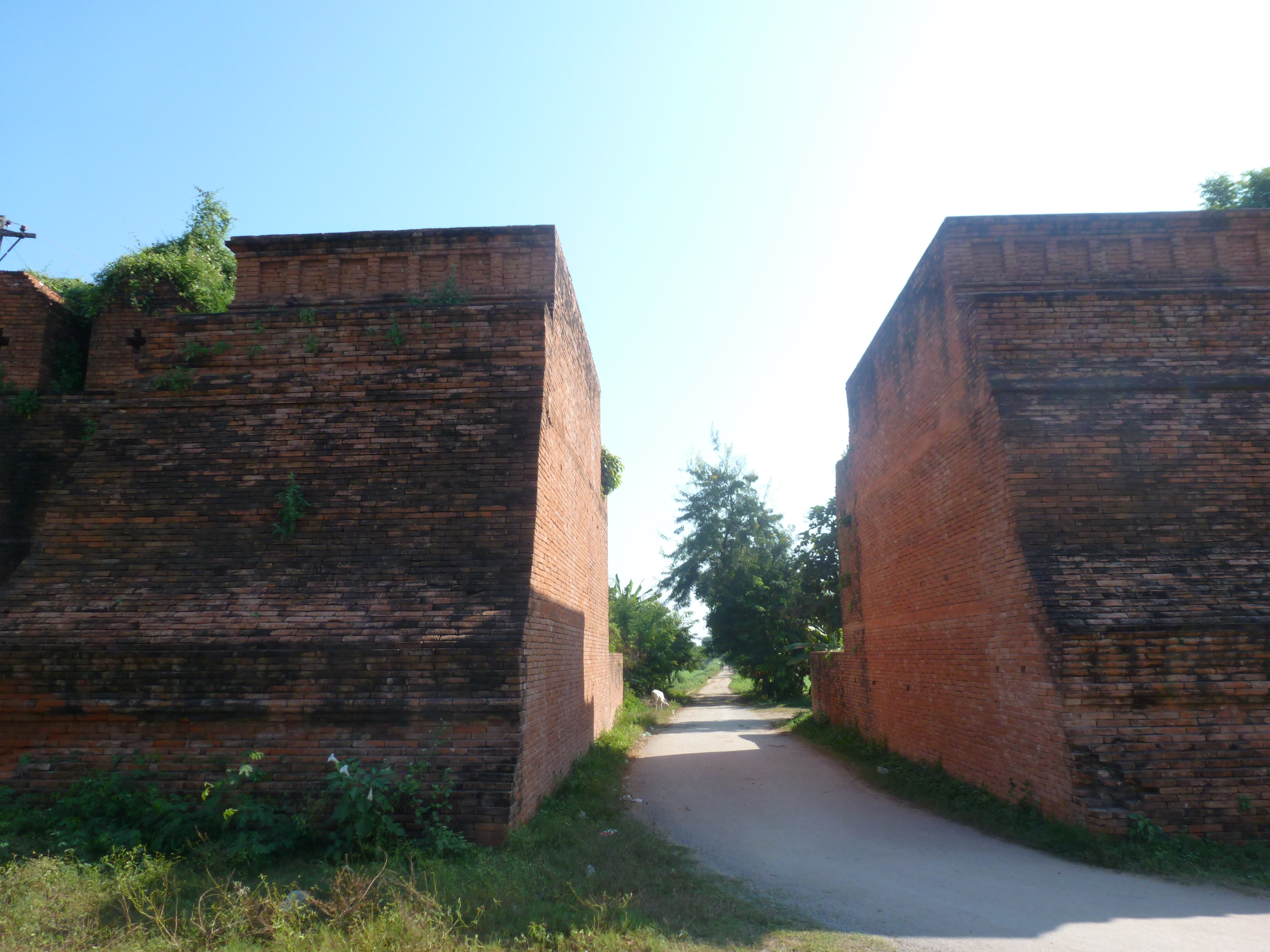
Restos das muralhas externas de Ava

No final de janeiro de 1659, um exército Qing liderado pelo príncipe manchu Doni (1636-1661), filho de Dodo, tomou a capital de Yunnan, fazendo com que o imperador Yongli fugisse para a vizinha Birmânia, que era então governada pelo rei Pindale Min da Dinastia Taungû.  A comitiva imperial foi desarmada pelos birmaneses; muitos membros da comitiva Ming foram mortos ou escravizados, e os restantes foram alojados em cabanas em frente à capital Ava, sob uma guarda birmanesa. Em Yunnan, as tropas de estandarte se envolveram em pilhagens e estupros quando se moviam pelas terras Hmong, e o chefe Nayan, sob a promessa de receber o comando geral de todos os chefes tusi, levantou-se em rebelião ao lado do Imperador Yongli. Sua cidade de Yuanjiang foi tomada por Wu Sangui em 1659 em meio a um massacre de 100 mil pessoas, e o ano seguinte foi gasto reprimindo o resto dos rebeldes. Quando a cidade caiu, Nayan curvou-se na direção do imperador e declarou: "Seu ministro se esforçou ao máximo. Não tenho mais nada a relatar a Vossa Alteza." Ele então queimou a si mesmo e sua família. 
Os generais legalistas Li Dingguo e Bai Wenxuan tentaram resgatar o imperador dos birmaneses e atacaram Ava entre 1660 e 1661. Eles abriram fogo com canhões contra o exército birmanês de 150.000 homens com elefantes de guerra. Os birmaneses quebraram após um ataque pela retaguarda de Bai. Os legalistas construíram barcos e pontes para cruzar o rio Irrawaddy, mas estes foram queimados por comandos birmaneses. Seguiu-se um longo cerco a Ava, mas os birmaneses aumentaram suas defesas depois de enganar as forças Ming para que saíssem. O rei da Birmânia Pindale Min foi deposto num golpe de estado por seu irmão Pye Min, que partiu para a ofensiva contra os leais aos Ming. Sob o pretexto de um ritual de “água espiritual” durante a entronização do rei, a maioria dos homens da comitiva imperial Ming foram emboscados e mortos. Os birmaneses contataram os Qing para negociar a entrega do imperador. Posteriormente, 100 mil soldados Qing cruzaram para a Birmânia. Em 1662, o Imperador Yongli foi capturado por Wu Sangui perto de Ava e executado por estrangulamento em Yunnan, o mesmo Wu cuja rendição aos Manchus em abril de 1644 tinha permitido a Dorgon iniciar a expansão Qing. Bai Wenxuan se rendeu e foi incluído no estandarte Han. Li Dingguo, erroneamente informado de que o imperador havia escapado, tentou marchar para o Vietnã e contatou o Sião para uma aliança, antes de finalmente morrer de doença em agosto de 1662. Suas palavras finais foram dizer a seu filho para nunca se render aos Qing (seu filho ainda se rendeu, com o restante do exército).   

### Resistência marítima (1655-1663)

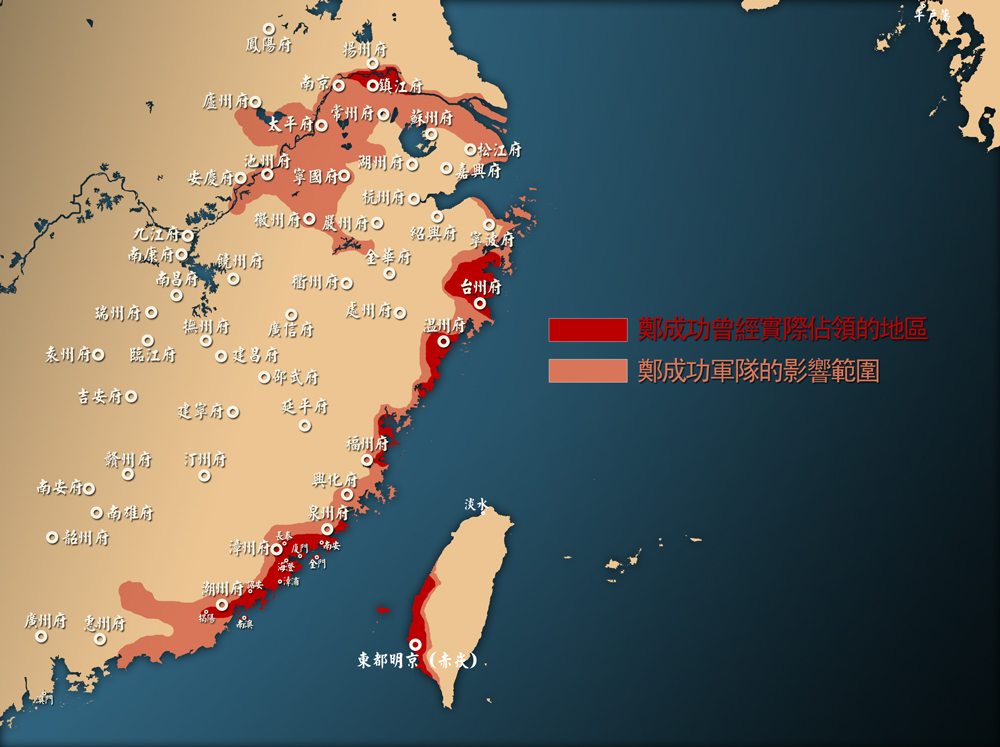
Extensão do território de Koxinga, mostrada em vermelho

Em 1656, um bandido do Lago Mao chamado Qian Ying conseguiu adquirir comissões em branco do regime de Yongli e, portanto, conseguiu tornar-se legitimado como um combatente leal aos Ming. Organizou uma unidade de resistência marinha e estabeleceu ligações com as forças de Koxinga. O governador-geral Qing, o vassalo chinês Han, Lang Tingzuo, rapidamente agiu para suprimi-lo e lançou um ataque surpresa que o derrotou. Qian foi caçado e capturado em março de 1648. Apenas um ano depois Koxinga lançou uma ofensiva, tarde demais para se juntar às forças existentes. 
Zheng Chenggong ("Koxinga"), que foi adotado pelo imperador Longwu em 1646 e enobrecido por Yongli em 1655, também continuou a defender a causa dos Ming do Sul.  De Xiamen, capturou Chaozhou em 1650. Com sua ajuda, o senhor do mar Zhang Mingzhen capturou a ilha Zhoushan e Taizhou em 1655.  Em 1658, ele atacou a costa da província de Zhejiang e finalmente cortou o cabo que protegia o estuário do Yangtze em 1659. 
Em 1659, no momento em que Shunzhi se preparava para realizar um exame especial para celebrar as glórias de seu reinado e o sucesso das campanhas do sudoeste, Zheng navegou rio Yangtze com uma frota bem armada, tomou várias cidades das mãos dos Qing e partiu. a ponto de ameaçar Nanjing.  Apesar de capturar muitos condados em seu ataque inicial devido à surpresa e por ter a iniciativa, Koxinga anunciou a batalha final em Nanjing com antecedência, dando bastante tempo para os Qing se prepararem, porque ele queria um grande confronto decisivo e único, como seu pai fez com sucesso contra os holandeses na Batalha da Baía de Liaoluo, jogando fora a surpresa e a iniciativa que levaram ao seu fracasso. O ataque de Koxinga a Qing manteve Nanjing, o que interromperia a rota de abastecimento do Grande Canal, levando a uma possível fome em Pequim, causou tanto medo que os Manchus consideraram retornar à Manchúria (Tartária) e abandonar a China, de acordo com um relato de 1671 de um missionário francês. 
Os plebeus e as autoridades em Pequim e Nanjing aguardavam para apoiar o lado que vencesse. Um funcionário de Qing Pequim enviou cartas à família e a outro funcionário em Nanjing, dizendo-lhes que todas as comunicações e notícias de Nanjing para Pequim haviam sido cortadas, que os Qing estavam considerando abandonar Pequim e mudar sua capital para um local remoto por segurança desde então. Havia rumores de que as tropas de ferro de Koxinga eram invencíveis. A carta dizia que refletia a situação sombria sentida em Beijing. O funcionário disse aos seus filhos em Nanjing para se prepararem para desertar para Koxinga, o que ele próprio se preparava para fazer. As forças de Koxinga interceptaram essas cartas e depois de lê-las Koxinga pode ter começado a se arrepender de seus atrasos deliberados, permitindo que os Qing se preparassem para uma batalha final massiva em vez de atacar Nanjing rapidamente.  Quando o imperador ouviu falar deste ataque repentino, ele teria cortado seu trono com uma espada de raiva.  Mas o cerco de Nanquim foi aliviado e Zheng Chenggong repelido, forçando Zheng a refugiar-se na província costeira sudeste de Fujian.  Os partidários Ming de Koxinga lutaram contra um exército de maioria chinês Han Qing ao atacar Nanjing. O cerco durou quase três semanas, começando em 24 de agosto. As forças de Koxinga foram incapazes de manter um cerco completo, o que permitiu à cidade obter suprimentos e até reforços - embora os ataques de cavalaria pelas forças da cidade tenham sido bem-sucedidos antes mesmo da chegada dos reforços. As forças de Koxinga foram derrotadas e "recuaram" para os navios que as trouxeram.  As forças de Koxinga foram perseguidas até Xiamen, onde foram derrotadas em junho de 1660, e recuaram para Taiwan. 
Depois que o almirante Shi Lang desobedeceu às ordens, Koxinga executou sua família, fazendo com que ele desertasse para os Qing. Mais tarde, o almirante Shi liderou a marinha Qing à vitória sobre os descendentes de Koxinga. Koxinga implementou uma disciplina extremamente rigorosa em seus soldados, o que fez com que muitos deles desertassem para os Qing.  O não cumprimento das ordens e o fracasso na batalha podem resultar em sentenças de morte sem clemência por parte de Koxinga.  Os Qing implementaram uma política branda para com os desertores que desertaram para os Ming do Sul, Koxinga e os Três Feudatórios, convidando-os e permitindo-lhes voltar às fileiras Qing sem punição, mesmo depois de inicialmente traírem os Qing e desertarem, e esta política foi capaz de garantir massa deserções. 
Pressionado pelas frotas Qing, Koxinga fugiu para Taiwan em abril de 1661 e derrotou os holandeses no Cerco do Forte Zeelândia, expulsando-os de Taiwan e estabelecendo o Reino de Tungning.  Foi tomado muito cuidado para simbolizar o apoio à legitimidade Ming, sendo um exemplo o uso do termo guan em vez de bu para nomear departamentos, uma vez que este último é reservado ao governo central, enquanto Taiwan deveria ser um escritório regional do legítimo governo Ming da China.  Zheng Jing cumpriu obedientemente os procedimentos prescritos para os funcionários Ming, apresentando regularmente relatórios e prestando homenagem ao ausente Imperador Ming.  Suas intenções originalmente declaradas de conquistar Taiwan dos holandeses também incluíam o desejo de proteger os colonos chineses em Taiwan dos maus-tratos dos holandeses.  Os príncipes da dinastia Ming que acompanharam Koxinga a Taiwan foram o príncipe Zhu Shugui e o príncipe Zhu Honghuan, filho de Zhu Yihai.
Os Qing concordaram com uma aliança com a Companhia Holandesa das Índias Orientais contra os restantes leais aos Ming em Fujian e Taiwan. Os holandeses pretendiam tomar um posto colonial em Taiwan. Em outubro de 1663, a frota conjunta conseguiu capturar Xiamen e Kinmen (Quemoy) do Sul Ming . No entanto, os Qing começaram a suspeitar das ambições holandesas de manter uma colónia em Taiwan e de pressionar por privilégios comerciais, pelo que a aliança ruiu. O almirante Shi Lang, que se opôs fortemente à cessão de Taiwan aos holandeses, ofereceu-se para lançar a sua própria expedição.   Os holandeses saquearam relíquias e mataram monges depois de atacarem um complexo budista em Putuoshan, nas ilhas Zhoushan, em 1665, durante a guerra contra o filho de Koxinga, Zheng Jing.  A marinha de Zheng Jing executou 34 marinheiros holandeses e afogou 8 marinheiros holandeses após saquear, emboscar e afundar o navio filibote holandês Cuylenburg em 1672, no nordeste de Taiwan. Apenas 21 marinheiros holandeses escaparam para o Japão. O navio estava indo de Nagasaki para Batavia em missão comercial. 

### Os Três Feudatórios (1674-1681)

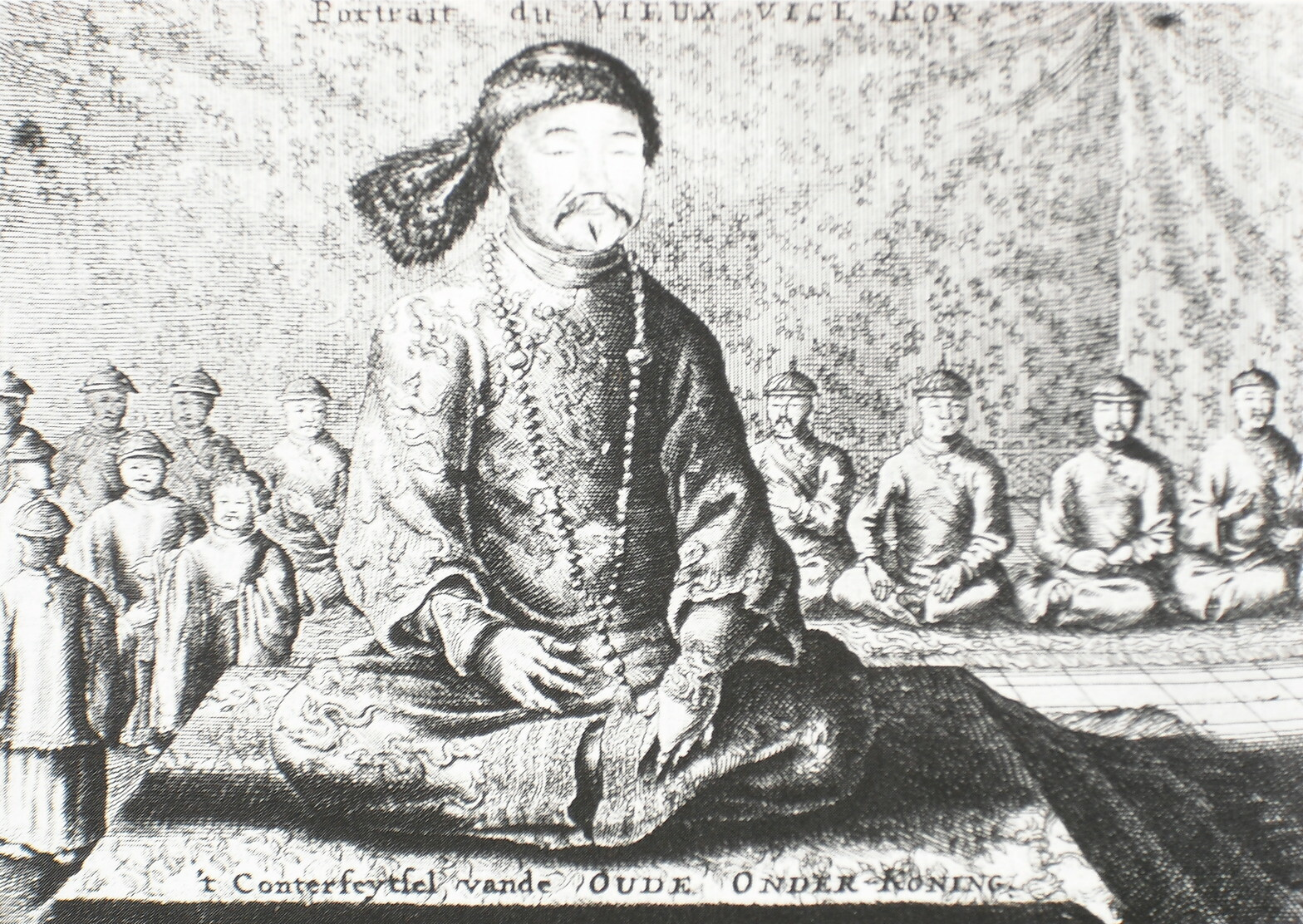
Retrato de Shang Kexi por Johan Nieuhof (1655). Shang recapturou Guangzhou das forças leais aos Ming do Sul em 1650 e organizou um massacre da população da cidade. Seu filho foi um dos Três Feudatórios que se rebelaram contra os Qing em 1673.

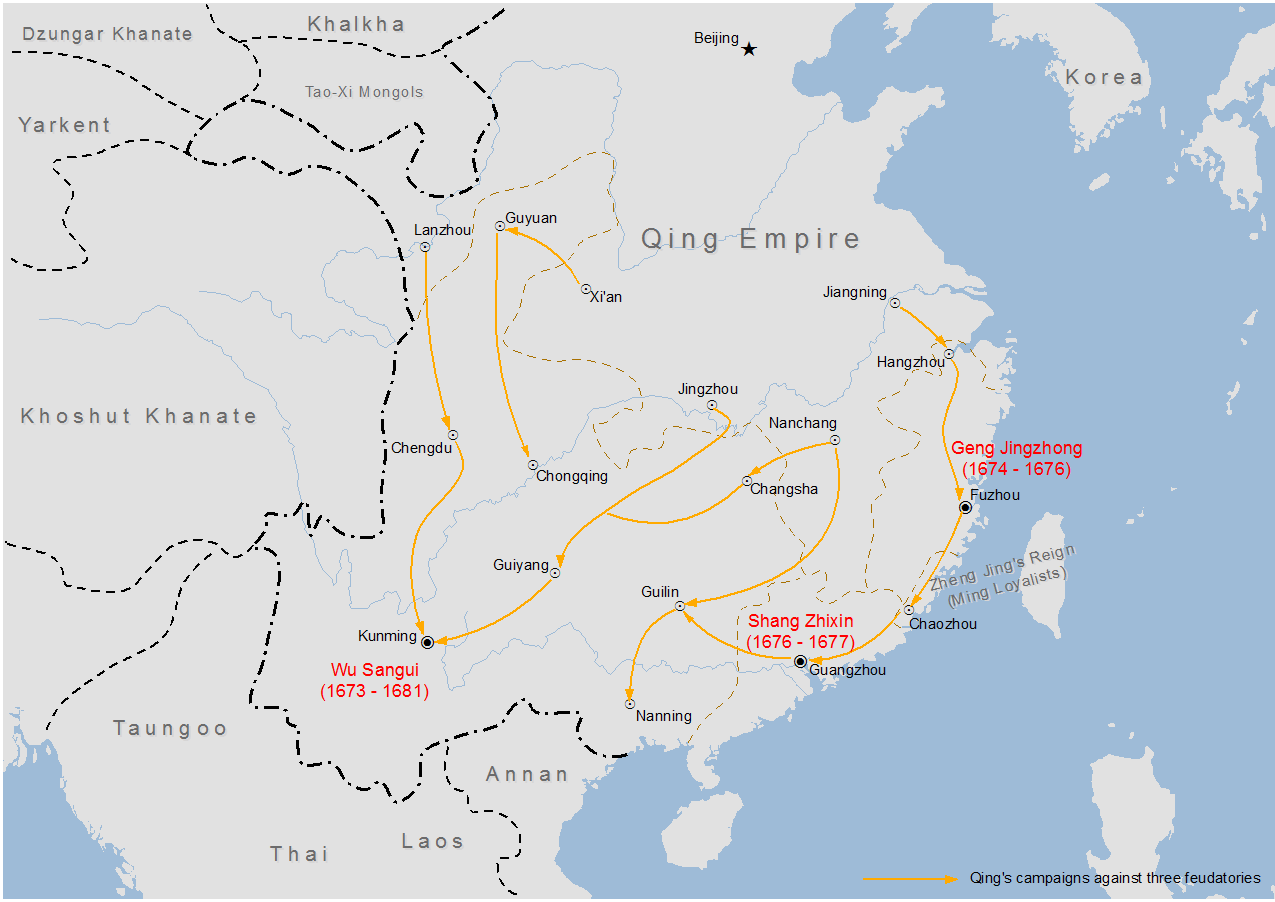
A revolta dos Três Feudatórios

Os Qing confiaram nos generais do Estandarte Chinês Han para derrotar Li Chengdong e se defender contra a resistência em Taiwan, e foram forçados a conceder a esses generais vasta autonomia e subsídios. Em 1673, Wu Sangui, Shang Zhixin e Geng Jimao, os "Três Feudatórios", rebelaram-se contra o Imperador Kangxi. A eles juntaram-se os generais Sun Yanling em Guangxi, Wang Fuchen em Shaanxi e Wang Pingfan em Sichuan. Os escravos se revoltaram em Pequim porque se acreditava amplamente que os Qing cairiam. O Imperador Kangxi considerou esta a experiência mais angustiante de sua vida. 
No entanto, a desunião deles os destruiu. Shang Zhixin e Geng Jimao se renderam em 1681 após uma contra-ofensiva Qing massiva, na qual o Exército do Estandarte Verde Chinês Han desempenhou o papel principal, com os soldados ficando em segundo plano.
A rebelião foi derrotada principalmente devido à recusa da maioria dos comandantes chineses Han em se voltar contra a dinastia Qing. Particularmente repulsivo para muitos foi o oportunismo flagrante de Wu Sangui, que traiu duas dinastias numa só vida: até os leais Ming ridicularizaram a sua causa. 
Fan Chengmo, filho de Fan Wencheng, permaneceu leal aos Qing apesar da prisão e eventualmente da morte, e como uma das principais famílias militares de Liaodong, seu exemplo inspirou outros generais de Liaodong a permanecerem leais. 
As forças Qing foram esmagadas por Wu Sangui de 1673 a 1674.  Os Qing tiveram o apoio da maioria dos soldados chineses Han e da elite chinesa Han contra os Três Feudatórios, uma vez que se recusaram a se juntar a Wu Sangui na revolta, enquanto os Oito Estandartes e os oficiais Manchu se saíram mal contra Wu Sangui, então os Qing responderam com usando um enorme exército de mais de 900.000 chineses Han (não-Estandarte) em vez dos Oito Estandartes, para lutar e esmagar os Três Feudatórios.  As forças de Wu Sangui foram esmagadas pelo Exército do Estandarte Verde, formado por soldados Ming desertores.  Na rebelião dos Três Feudatórios, os vassalos chineses Han que permaneceram no lado Qing e morreram em batalha foram classificados como mártires. 

### Rendição de Taiwan (1683)

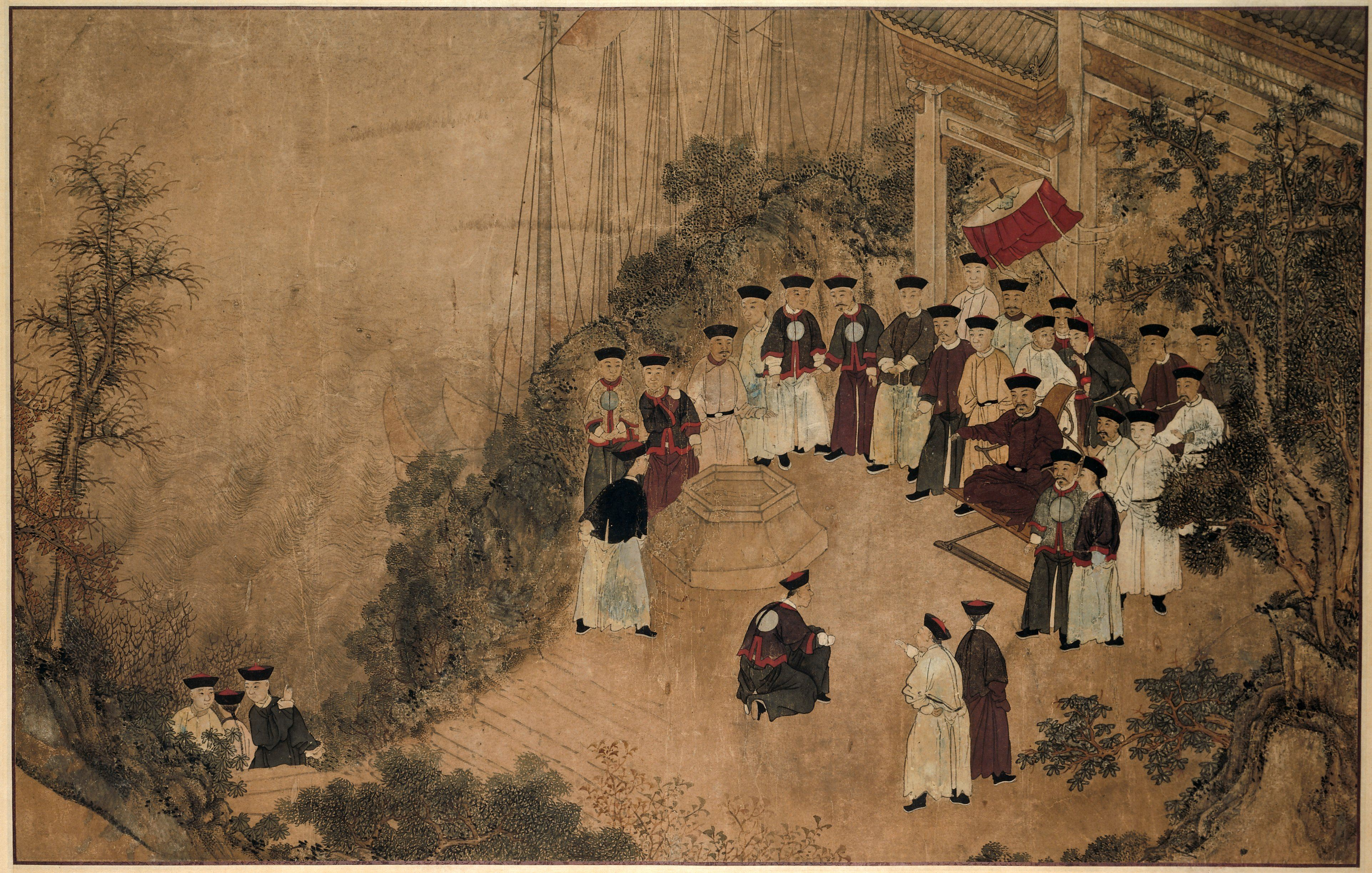
Shi Lang com um grupo de funcionários

Zheng Chenggong (Koxinga) morreu em 1662. Seus descendentes resistiram ao governo Qing até 1683, quando o imperador Kangxi despachou Shi Lang com uma frota de 300 navios para tomar o Reino de Tungning, leal aos Ming, em Taiwan, em 1683, da família Zheng. O neto de Zheng Chenggong, Zheng Keshuang, rendeu Taiwan ao imperador Kangxi após a Batalha de Penghu.  Tendo perdido esta batalha, Zheng Keshuang rendeu-se e foi recompensado pelo Imperador Kangxi com o título de "Duque de Haicheng" (海澄公). Ele e seus soldados foram introduzidos nas Oito Estandartes. Suas tropas de escudo de vime (藤牌营; tengpaiying) serviu contra os cossacos russos em Albazin.
Os Qing enviaram a maioria dos 17 príncipes Ming que ainda viviam em Taiwan de volta à China continental, onde passaram o resto de suas vidas.  O Príncipe de Ningjing e suas cinco concubinas cometeram suicídio em vez de se submeterem à captura. Seu palácio foi usado como quartel-general de Shi Lang em 1683, mas ele homenageou o imperador ao convertê-lo em um templo Mazu como medida de propaganda para acalmar a resistência remanescente em Taiwan. O imperador aprovou sua dedicação como Grande Templo Matsu no ano seguinte e, homenageando a deusa Mazu por sua suposta assistência durante a expansão Qing, promoveu-a a "Imperatriz do Céu" (Tianhou) de seu status anterior como consorte celestial (tianfei).  

### Lealistas Ming no Vietnã
O pirata leal aos Ming Dương Ngạn Địch (Yang Yandi) (c)  e sua frota navegaram para o Vietnã para deixar a dinastia Qing em março de 1682. Yang era um general da China Ming e jurou lealdade a Koxinga. Sua posição era Comandante Chefe de Longmen (um lugar na moderna Qinzhou, Guangxi). Em 1679, depois que a Revolta dos Três Feudatórios foi reprimida pela dinastia Qing, ele liderou 3.000 soldados e 50 navios para Da Nang junto com Hoàng Tiến, Trần Thượng Xuyên e Trần An Bình. Dương Ngạn Địch e Hoàng Tiến foram patrocinados por Nguyễn Phúc Tần para estabelecer Mỹ Tho, onde Địch serviu como chefe de uma pequena comunidade chinesa.   A corte de Nguyễn permitiu que estas forças de resistência se reassentassem em Nam Ky, que havia sido recentemente conquistada aos Quemeres. Esses colonos nomearam seus assentamentos como "Minh Huong", para lembrar sua lealdade à dinastia Ming.  Địch foi assassinado por seu assistente Hoàng Tiến em 1688, que então se revoltou contra o senhor Nguyễn, mas foi reprimido.   Em 1679, Trần Thượng Xuyên submeteu-se ao senhor Nguyễn e tornou-se um general Nguyễn e a comunidade chinesa foi autorizada a se estabelecer em Đông Phố (moderna Biên Hòa). Xuyên participou de várias campanhas de Nguyễn contra o Camboja em 1689, 1699-1700 e em 1717.

## Literatura e pensamento

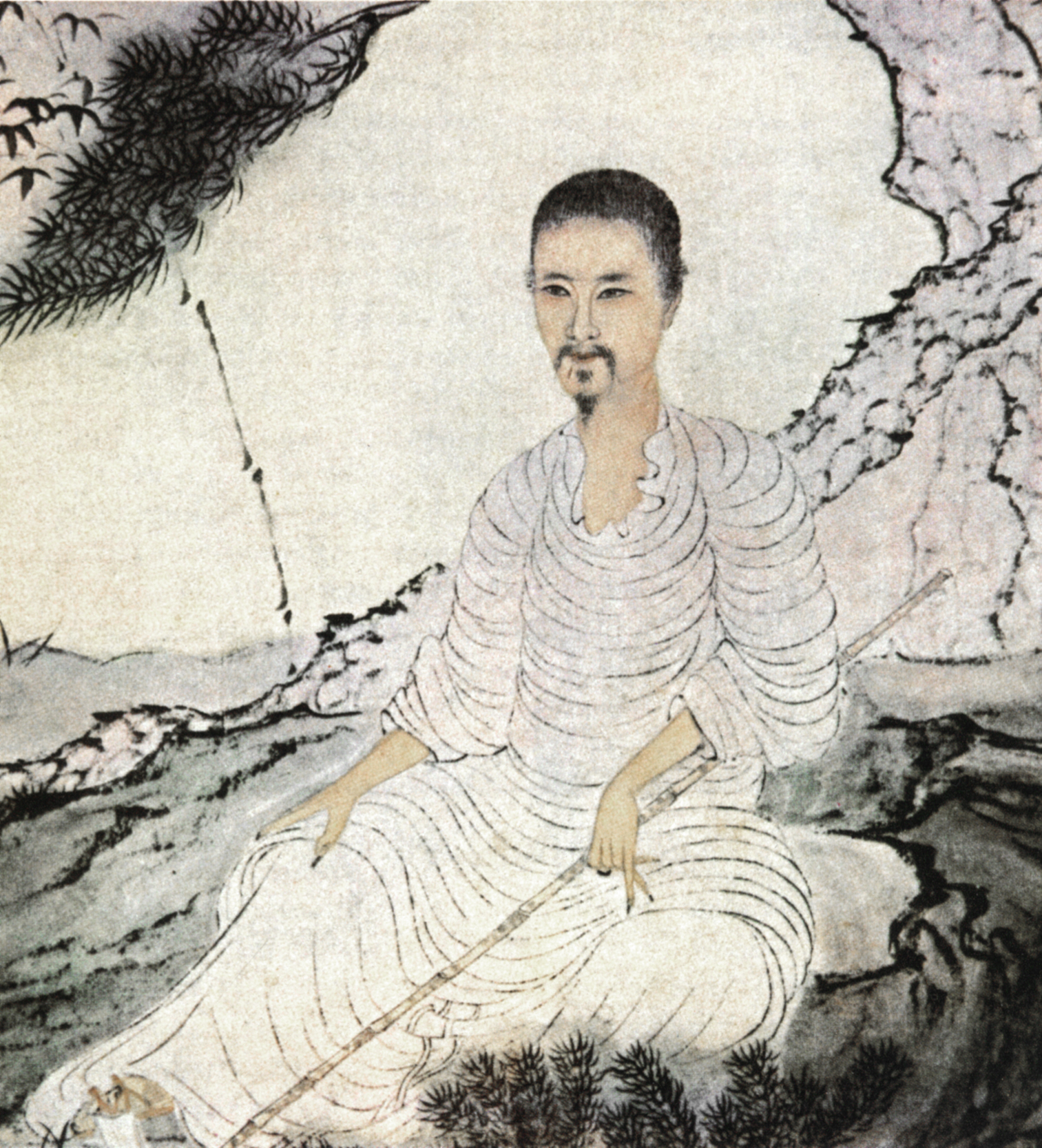
Shitao (1642–1707), que era parente da família imperial Ming, foi um dos muitos artistas e escritores que se recusaram a prestar lealdade aos Qing. O historiador de arte Craig Clunas sugere que Shitao usou um poema inscrito neste "Auto-retrato Supervisionando a Plantação de Pinheiros" (1674) para aludir à restauração da dinastia Ming.

A derrota da dinastia Ming colocou problemas práticos e morais, especialmente para literatos e funcionários. Os ensinamentos confucionistas enfatizavam a lealdade (忠; zhōng), mas surgiu a questão se os confucionistas deveriam ser leais aos Ming caídos ou ao novo poder, os Qing. Alguns, como o pintor Bada Shanren, descendente da família governante Ming, tornaram-se reclusos. Outros, como Kong Shangren, que afirmava ser descendente de Confúcio, apoiaram o novo regime. Kong escreveu um drama comovente, O Leque da Flor de Pêssego, que explorou a decadência moral dos Ming para explicar sua queda. Poetas cujas vidas fizeram a transição entre a poesia Ming e a poesia Qing estão atraindo o interesse acadêmico moderno.  Alguns dos mais importantes da primeira geração de pensadores Qing eram leais aos Ming, pelo menos em seus corações, incluindo Gu Yanwu, Huang Zongxi e Fang Yizhi. Em parte em reação e para protestar contra a negligência e o excesso do falecido Ming, eles se voltaram para a aprendizagem evidencial, que enfatizava o estudo textual cuidadoso e o pensamento crítico.  Outro grupo importante neste período de transição foram os "Três Mestres de Jiangdong" - Gong Dingzi, Wu Weiye e Qian Qianyi - que, entre outras coisas, contribuíram para um renascimento da forma ci da poesia. 
Os imperadores, a fim de legitimar o seu governo, encorajaram os funcionários Qing e figuras literárias a organizar e apropriar-se do legado da literatura chinesa, produzindo antologias e obras críticas. Eles também patrocinaram o desenvolvimento da literatura manchu e a tradução de clássicos chineses para o manchu. No entanto, a frase “derrotar os Qing e restaurar os Ming” permaneceu um sinônimo para muitos.